# Naturpark Wildeshauser Geest

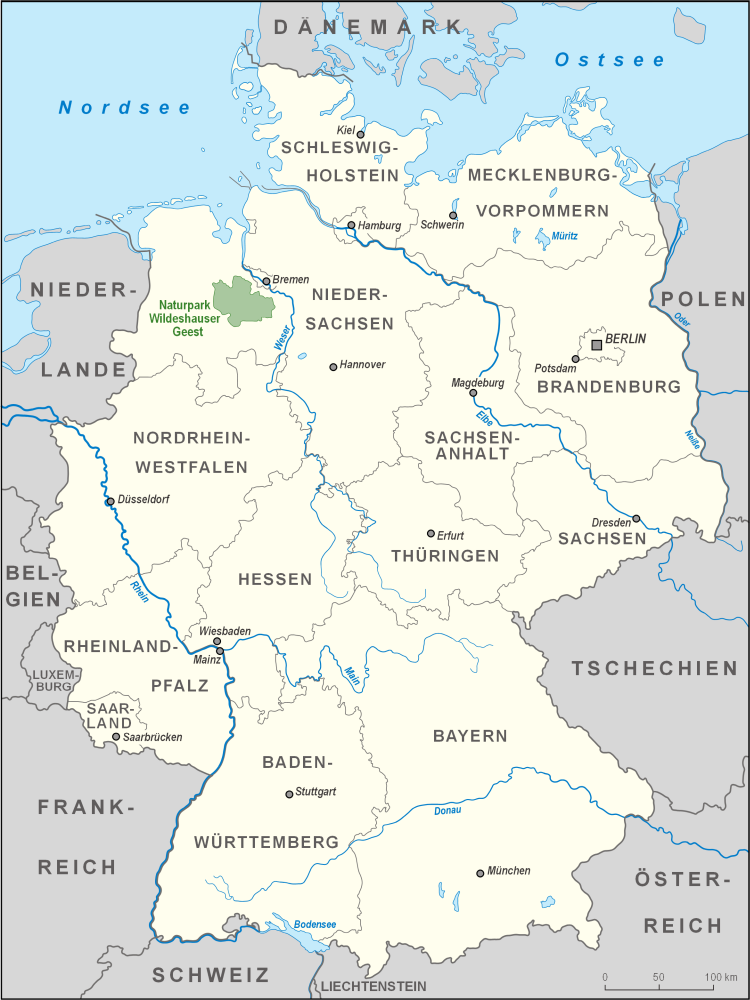
Naturpark Wildeshauser Geest in Deutschland

Logo

Zweckverband Naturpark Wildeshauser Geest ist der Träger des Naturparks gleichen Namens im westlichen Niedersachsen, der im Wesentlichen im Landkreis Oldenburg, teilweise aber auch in den Kreisen Cloppenburg, Vechta und Diepholz liegt.

## Begriff Geest
Der Begriff Geest ist eine Substantivierung des niederdeutschen Adjektivs güst, das trocken und unfruchtbar bedeutet. Es ist eine Altmoränenlandschaft, geprägt von den sandigen Ablagerungen der Eiszeit. In den Niederungen dazwischen gibt es Feuchtwiesen, bei schlechtem Abfluss Moore.

## Lage des Naturparks Wildeshauser Geest

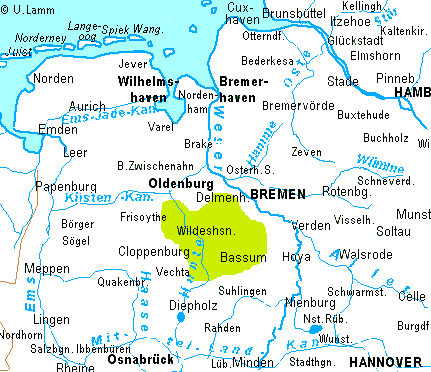
Naturpark Wildeshauser Geest im regionalen Zusammenhang

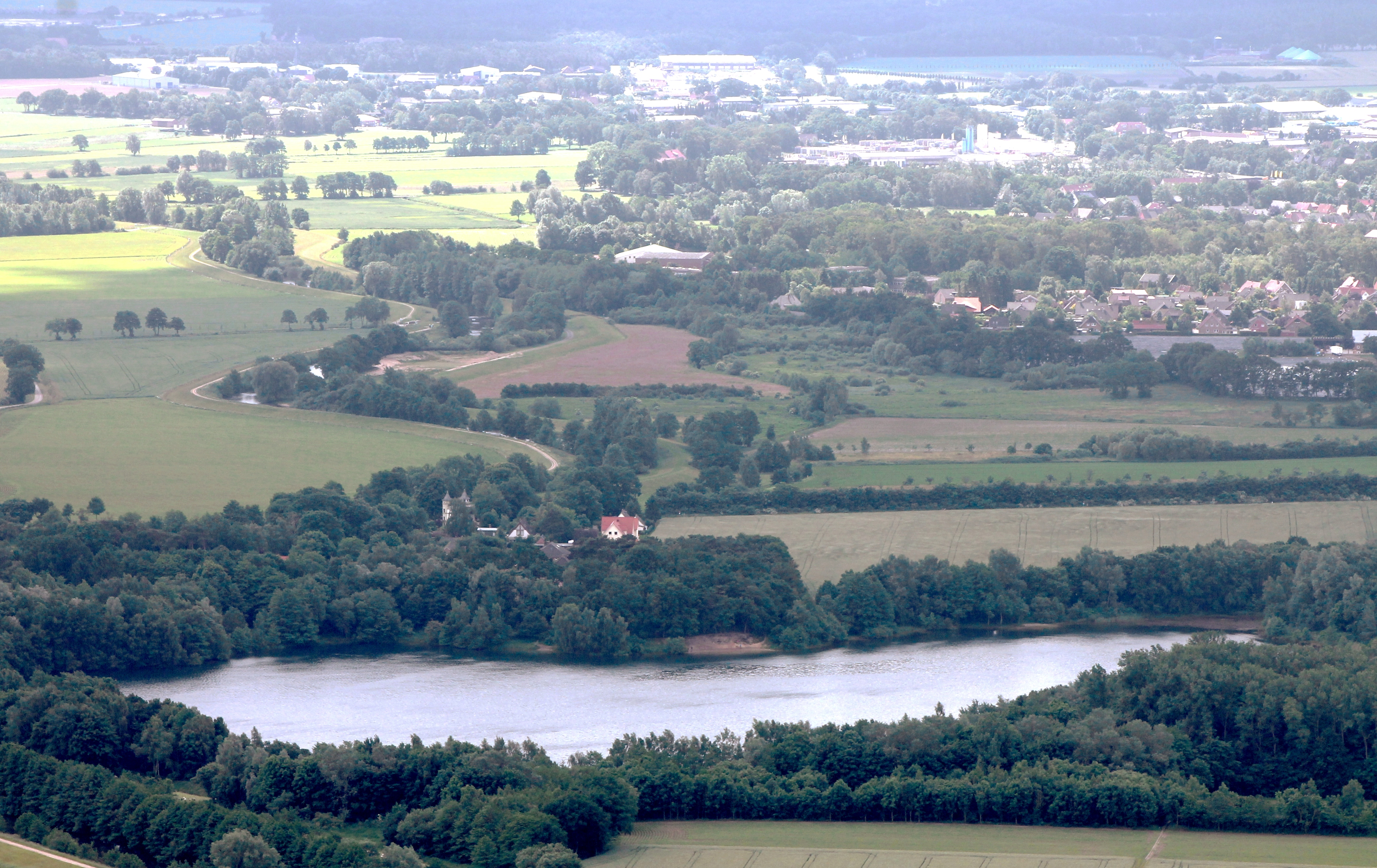
Tillysee bei Wardenburg

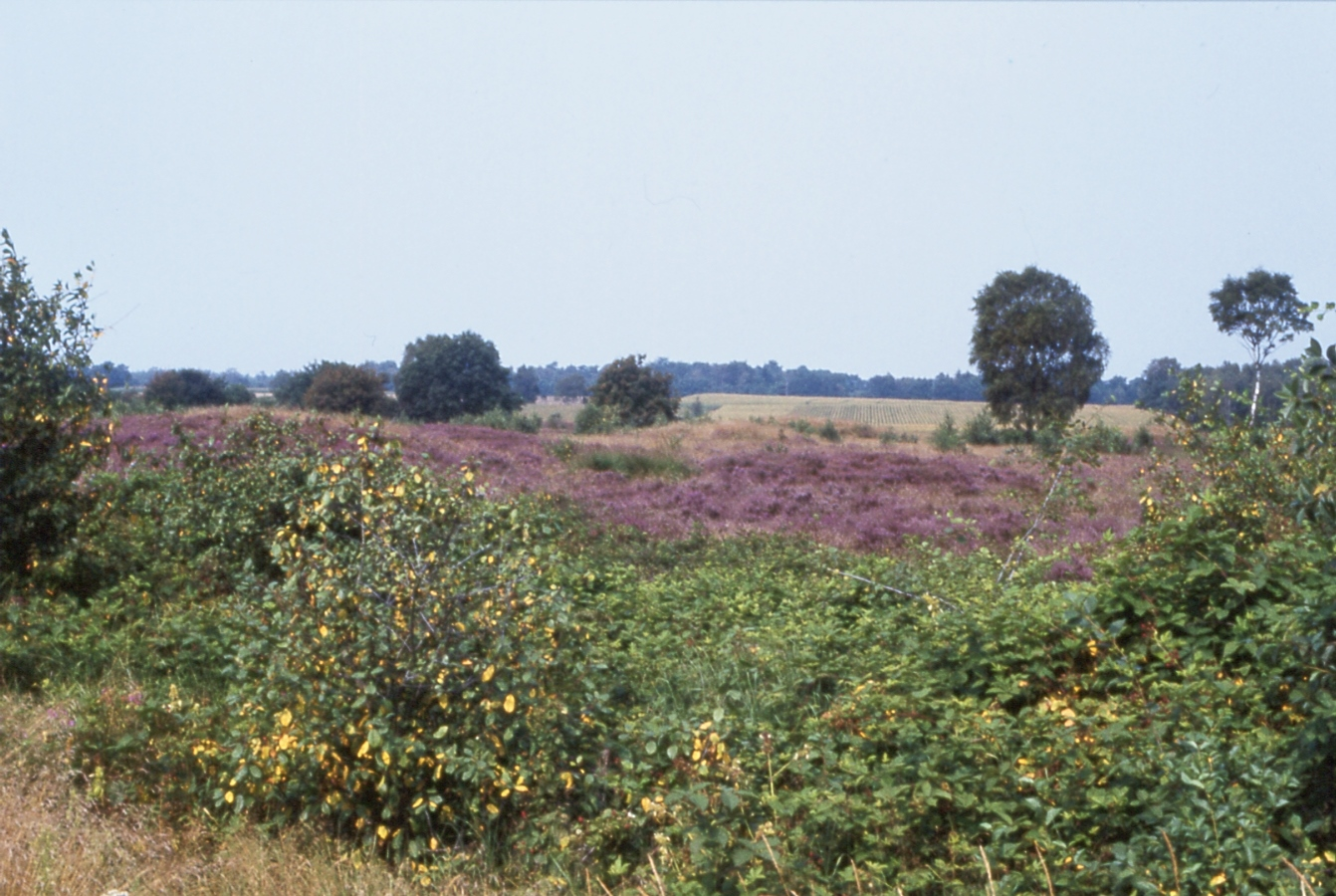
Heide bei Großenkneten

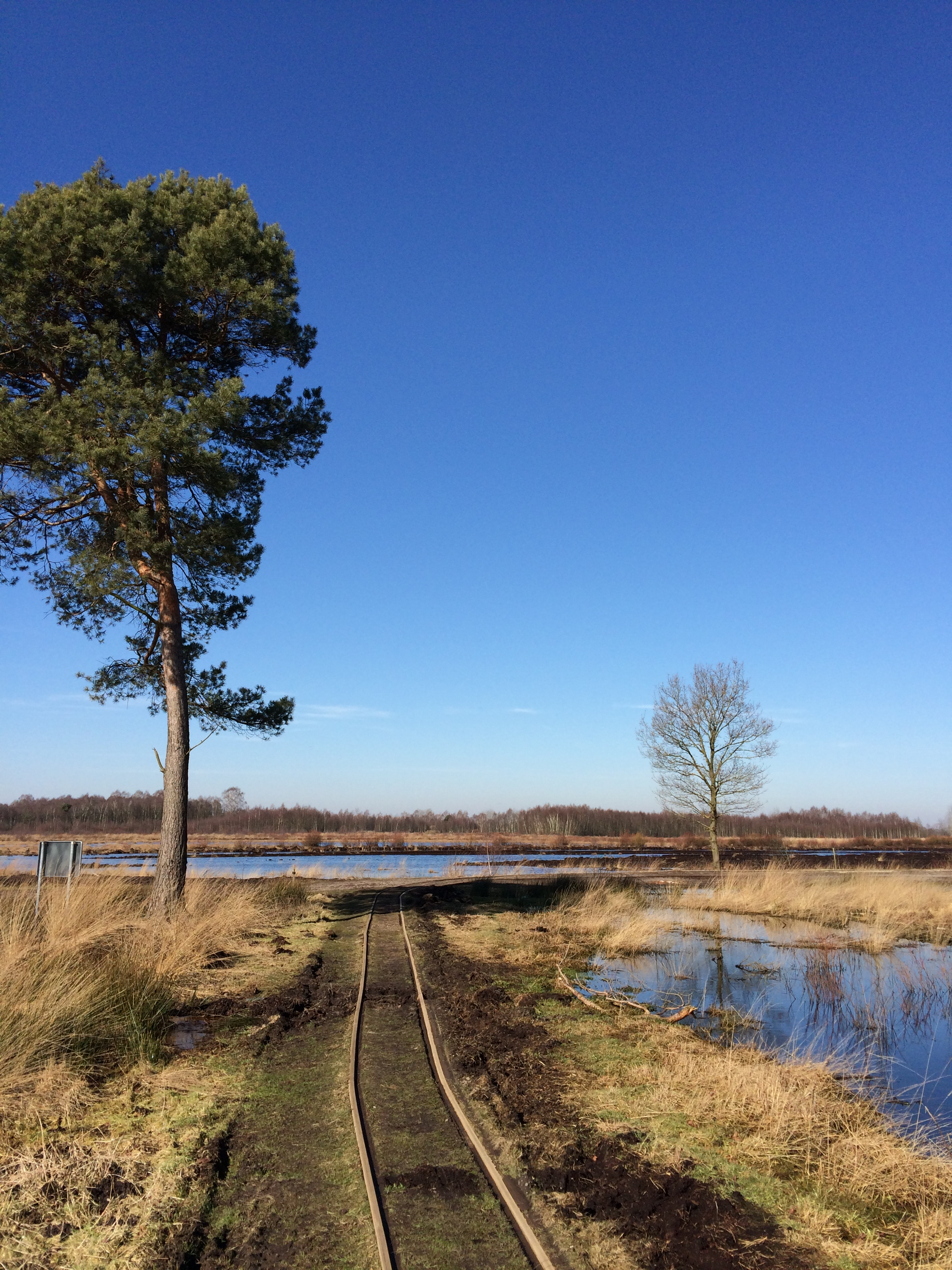
Moorbahngleis im Goldenstedter Moor

Das Gebiet des Naturparks Wildeshauser Geest liegt im Norddeutschen Tiefland. Es erstreckt sich überwiegend über die Ems-Hunte-Geest, eine Naturräumliche Einheit dritter Ordnung, vor allem über die Untereinheit Delmenhorster Geest, daneben aber auch über den östlichen Teil der Cloppenburger Geest und über den nordwestlichen Teil der Syker Geest. In den Nordwesten der Wildeshauser Geest wird der östlichste Abschnitt der Hunte-Leda-Moorniederung einbezogen, die zur Ostfriesisch-Oldenburgischen Geest gerechnet wird.
Nördlich grenzen an den Naturpark Wildeshauser Geest die Marschen von Hunte und Weser (von denen ein Abschnitt ganz im Süden noch zum Naturpark Wildeshauser Geest gehört), südlich ein bis nahe ans Wiehengebirge reichender Moorgürtel mit Großem Moor, Wietingsmoor und Sulinger Moor, die der Dümmer-Geestniederung zugerechnet werden. Im Nordwesten des Naturparks geht die Landschaft des Naturparks Wildeshauser Geest ebenfalls in großflächige Moorgebiete, und zwar der Ostfriesisch-Oldenburgischen Geest über. Die Geesthochflächen im Naturpark liegen überwiegend 50 bis 60 m ü. NN, im nicht mit zum Naturpark gehörenden Südosten in der Nähe von Nienburg sogar bis zu 80 m. Der eindrucksvolle östliche Geestrand erhebt sich zwischen Hoya und Syke etwa 40 m über der Weserniederung, westlich von Syke sind es noch 20 bis 30 m. Am Südrand gibt es hier und da einen Höhenunterschied von 20 m, oft gar keinen.
Die Fließgewässer des Naturparks strömen überwiegend von Süden nach Norden. Neben der aus dem Wiehengebirge kommenden Hunte sind das vor allem die in der Delmenhorster Geest entspringende Delme, der Klosterbach und die Hache. Die Täler dieser Flüsse geben der Landschaft eine charakteristische Gliederung und Welligkeit. Am Nordrand des Naturparks, zwischen Ganderkesee und Barrien, knicken diese nach Osten ab. Kleinere Bäche der Syker Geest sammeln sich in nordwärts fließenden Niederungsgewässern wie dem Süstedter Bach.

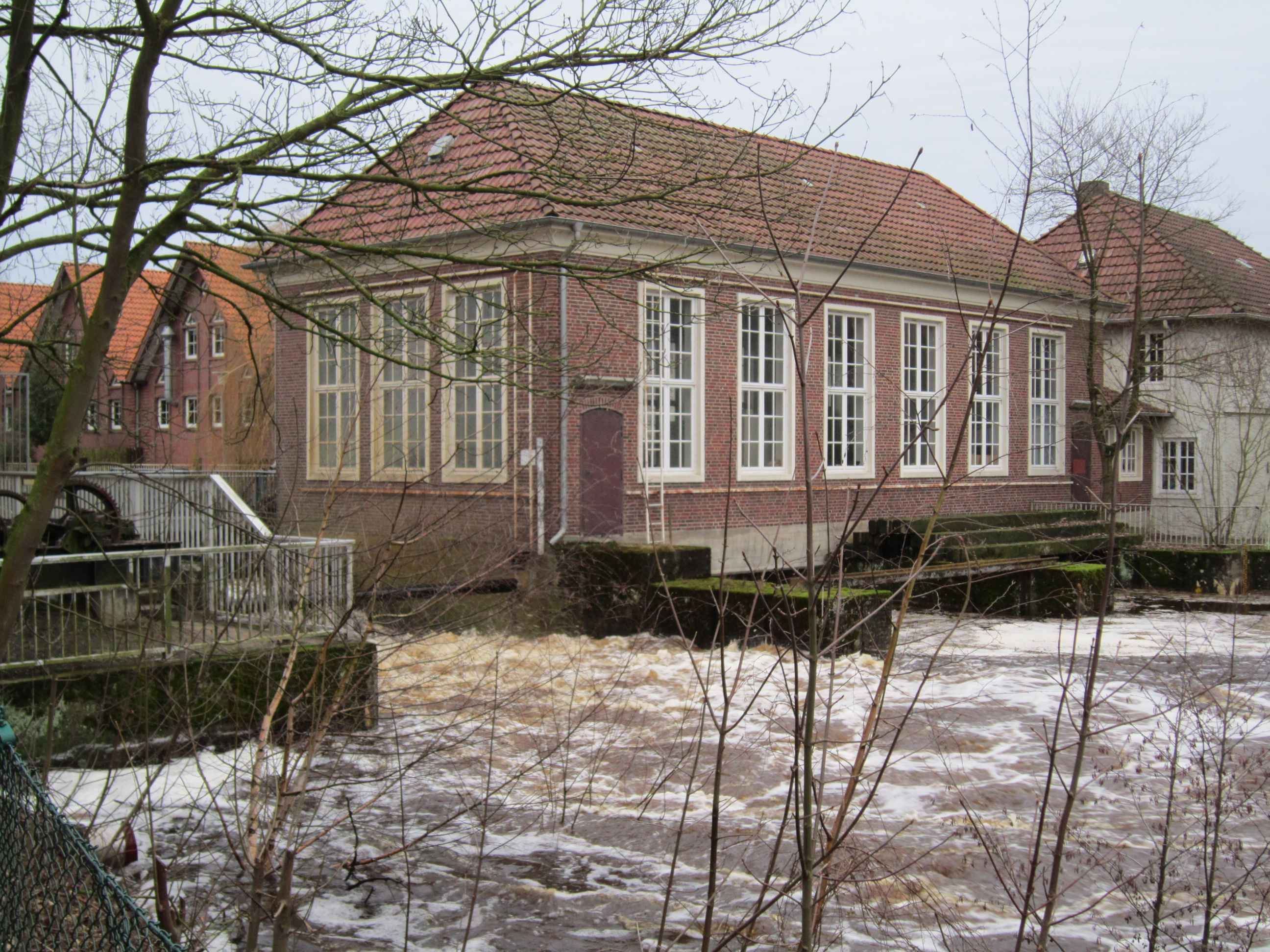
Wasserkraftwerk Wildeshausen in der Hunte bei Hochwasser
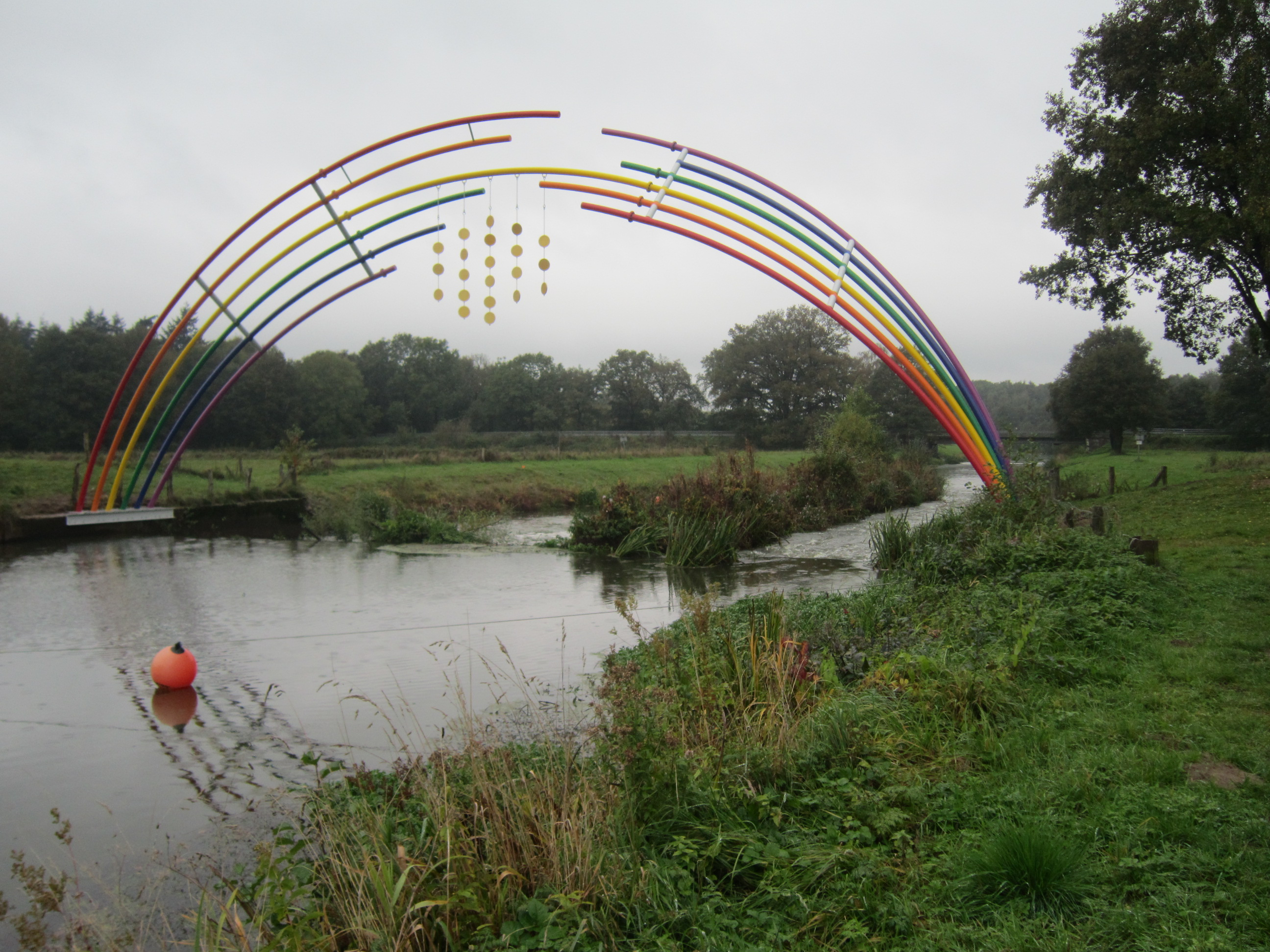
Die Stahlskulptur „Goldregen“ über der Hunte zwischen Goldenstedt und Twistringen
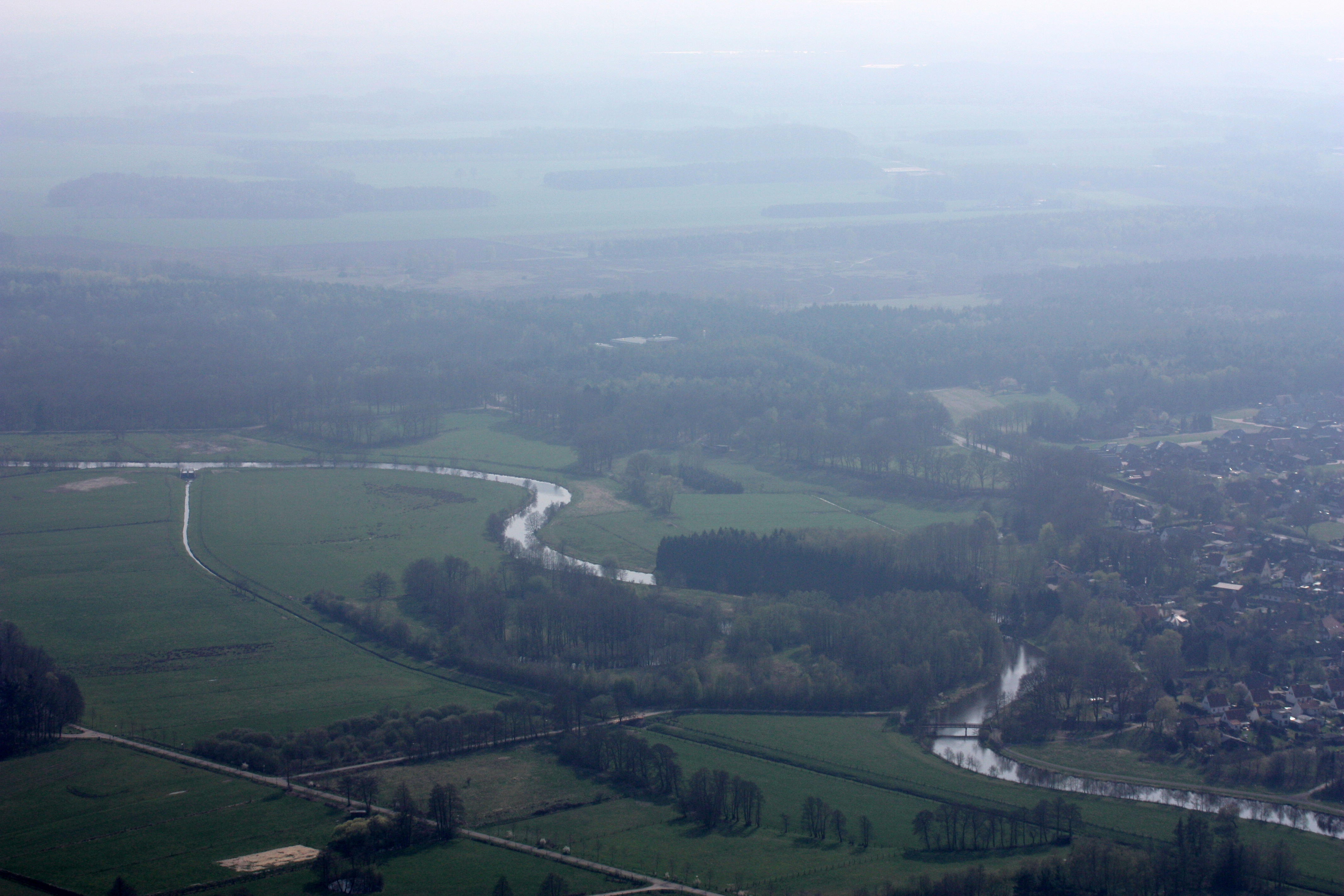
Delmetal bei Harpstedt

Im Zentrum des Parks liegen Wildeshausen, die Kreisstadt des Landkreises Oldenburg, und der Flecken Harpstedt.

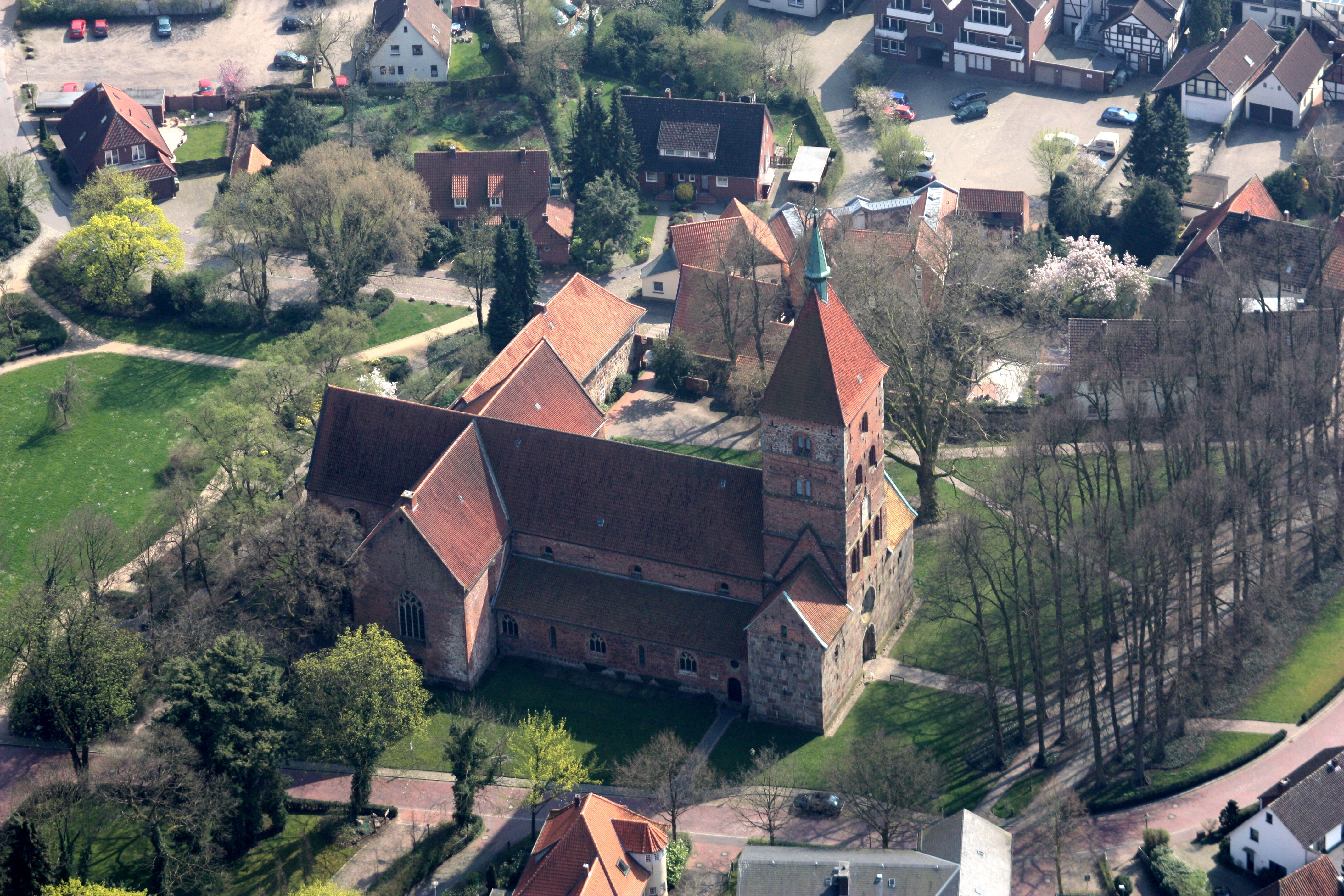
Alexanderkirche Wildeshausen
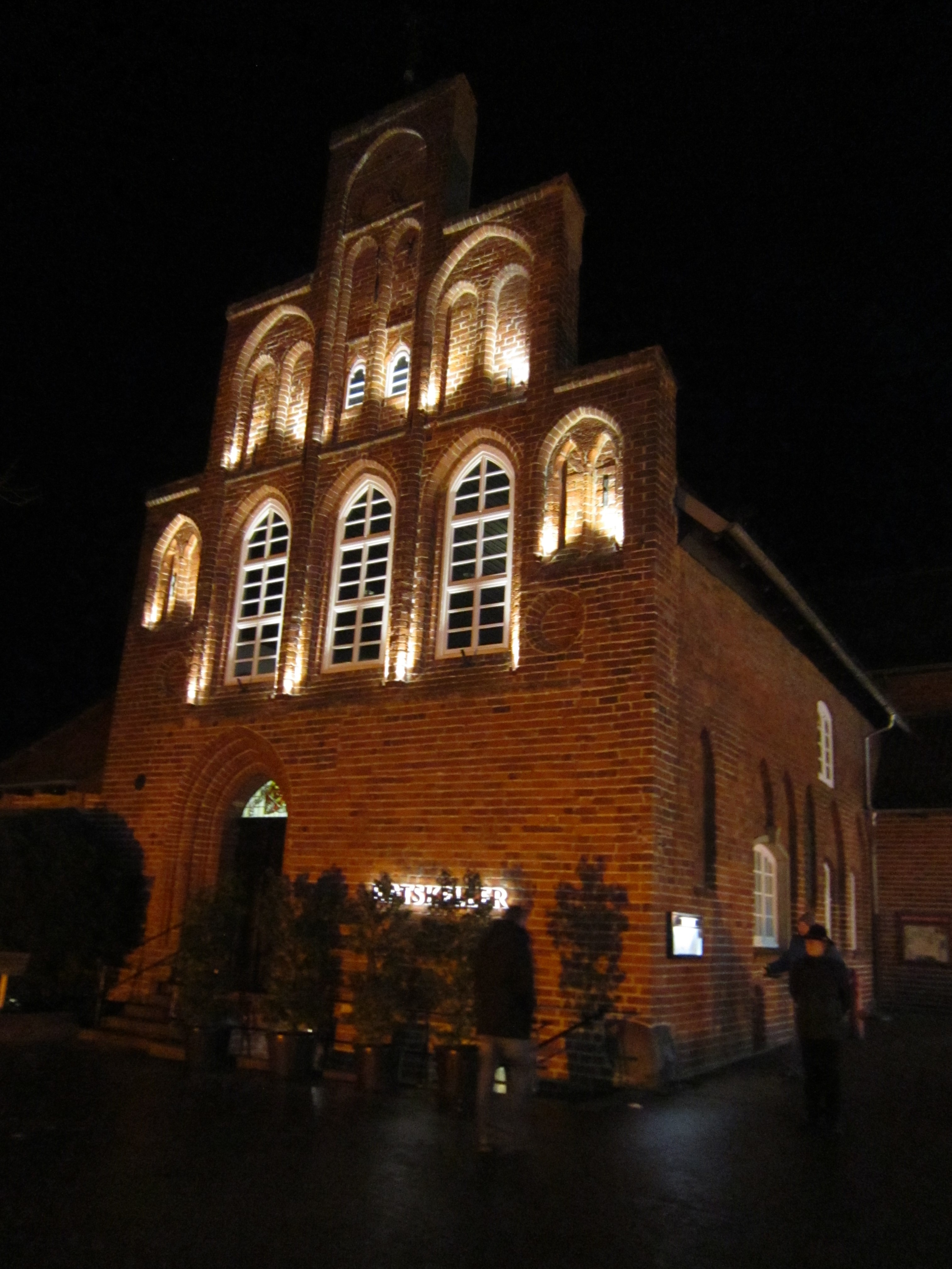
Altes Rathaus Wildeshausen
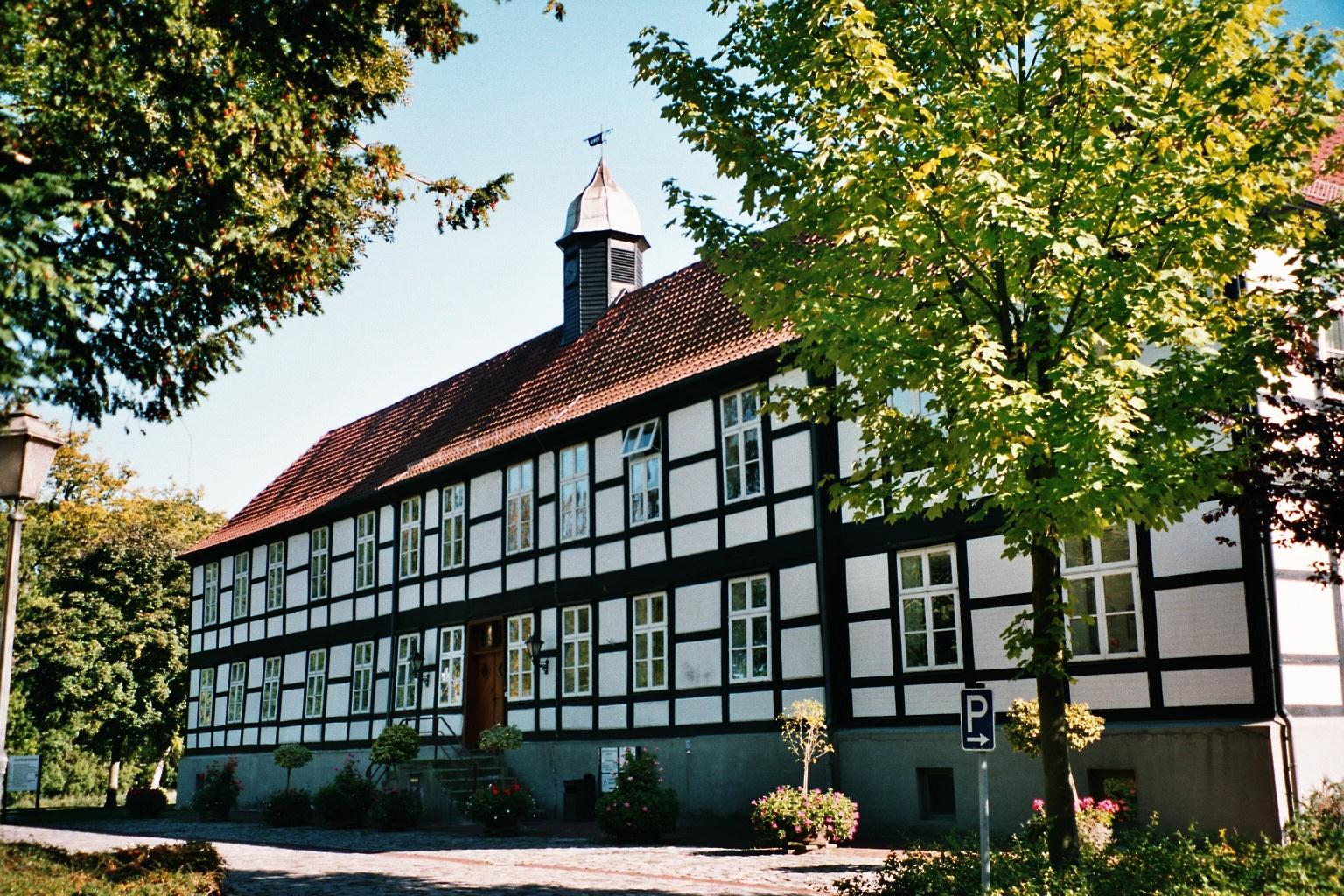
Amtshof Harpstedt

## Flächennutzung

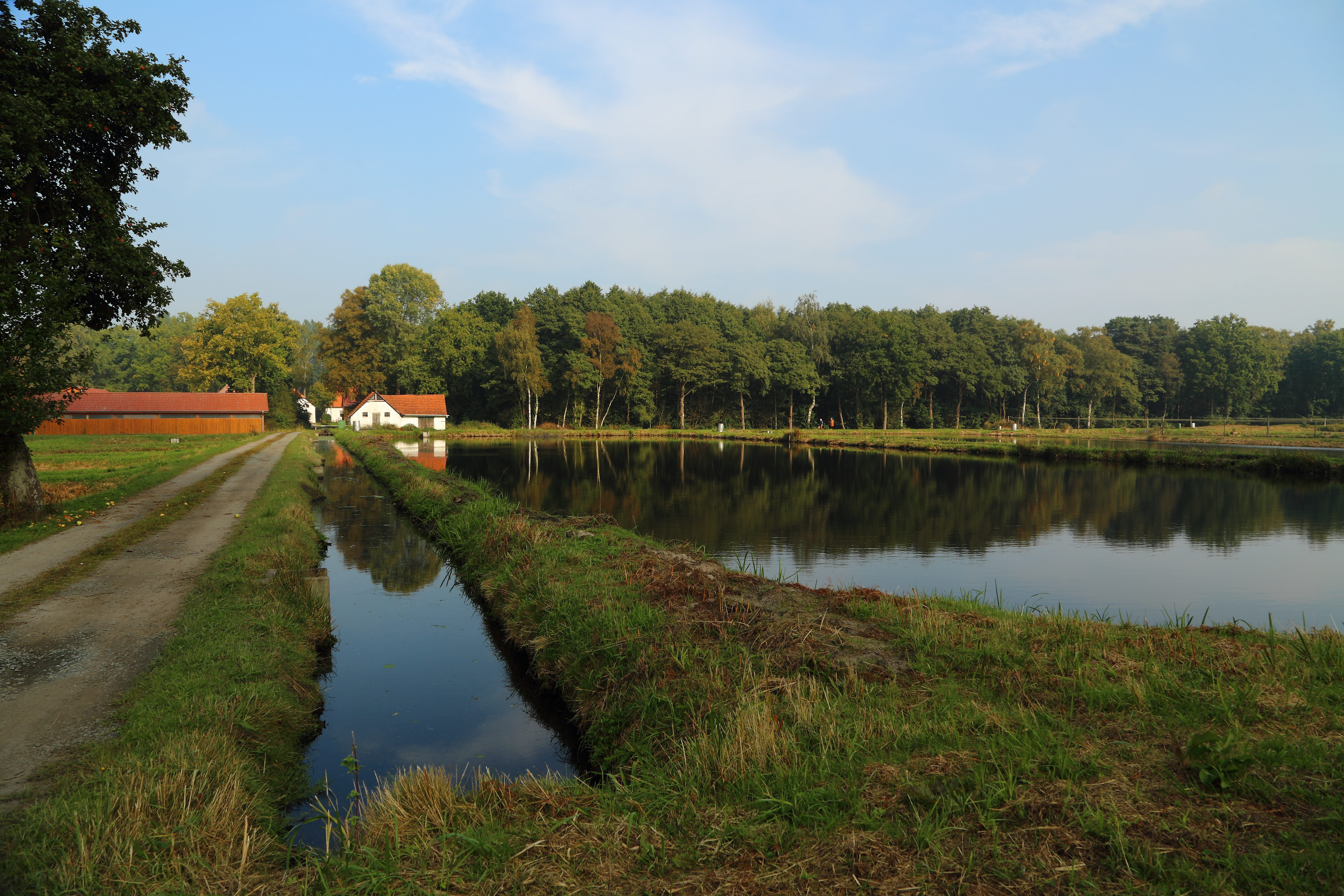
Ahlhorner Fischteiche

Die heutige Flächennutzung ist ein Mosaik aus Wäldern, Fischteichen, Ackerland, Grünland, das z. T. von Wallhecken gegliedert ist. Der Wald ist teils Mischwald, teils Nadelwald. Der Waldanteil ist am höchsten in dem Dreieck Wardenburg–Twistringen–Syke, das auch Wildeshausen und Harpstedt einschließt. Ganz im Süden gehören zum Naturpark Wildeshauser Geest auch Moorflächen, die teilweise noch gewerblich genutzt werden dürfen.

## Geschichte des Naturparks
Der Naturpark Wildeshauser Geest wurde 1984 ausgewiesen und 1993 erweitert, sodass er jetzt nahezu vollständig die Delmenhorster Geest umfasst. Seine Fläche beträgt ca. 1532 km² mit einer Ost-West-Ausdehnung von rund 50 km. Er gehört zu den größten in Deutschland. 4 % der Fläche des Naturparks sind Naturschutzgebiete und 50 % Landschaftsschutzgebiete. Auf 20 % der Fläche finden sich Wälder.

## Kulturdenkmäler
Besonders eindrucksvoll sind die vorgeschichtlichen Zeugnisse, zahlreiche Megalithanlagen (Hünengräber) und Grabhügel, die größtenteils Stationen der Straße der Megalithkultur bilden. Die bekanntesten sind die Anlagen:
- Ahlhorner Kellersteine (2 Anlagen)
- Glaner Braut (4 Anlagen)
- Heidenopfertisch (Visbek)
- Hohe Steine (Aumühle)
- Kleinenknetener Steine (3 Anlagen)
- Mühlensteine (Varnhorn)
- Pestruper Gräberfeld (Wildeshausen)
- Schmeersteine (Varnhorn)
- Steinloger Kellersteine (2 Anlagen)
- Visbeker Braut (Wildeshausen)
- Visbeker Bräutigam (Großenkneten, 5 Anlagen)

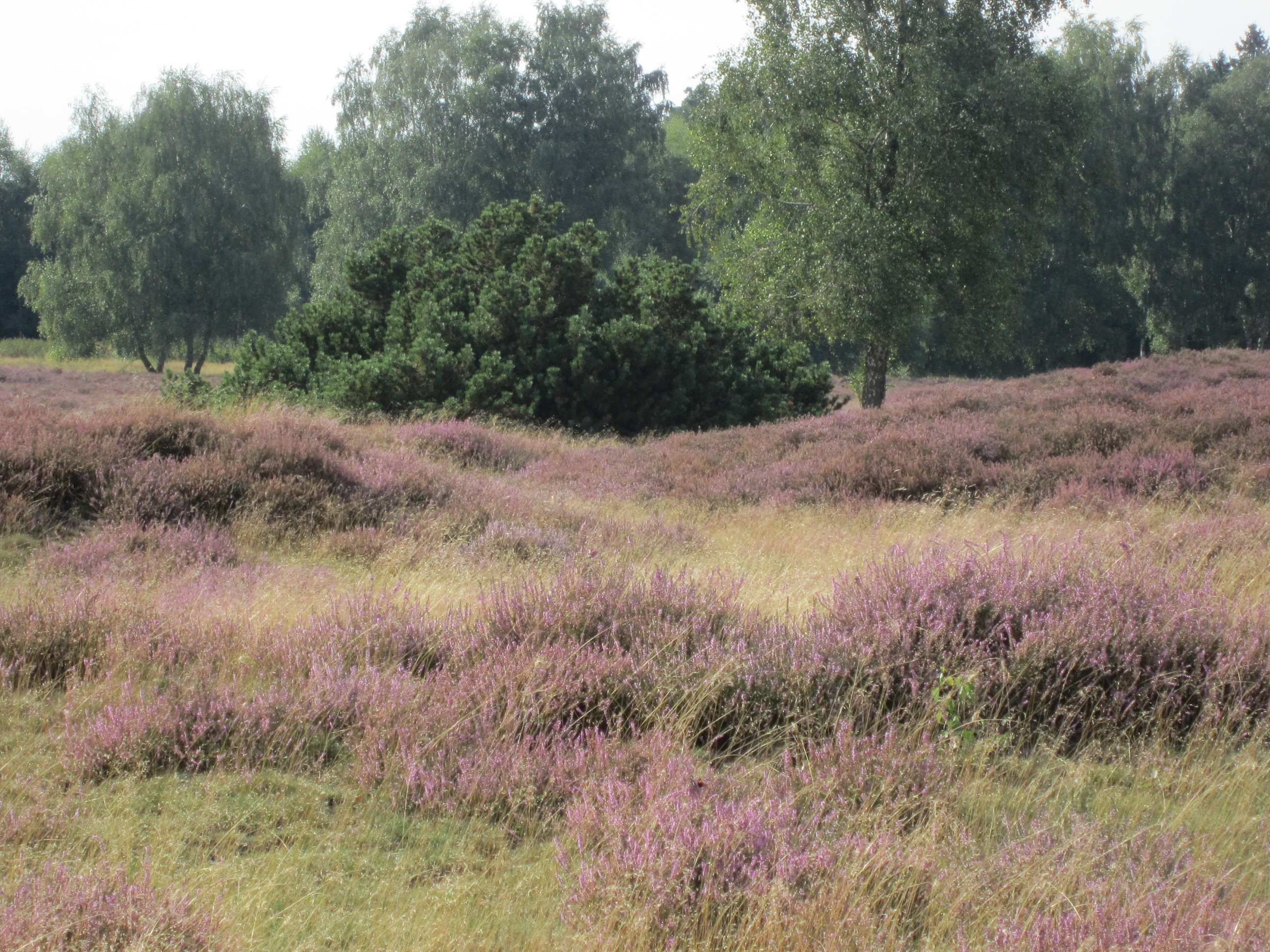
Pestruper Gräberfeld bei Wildeshausen
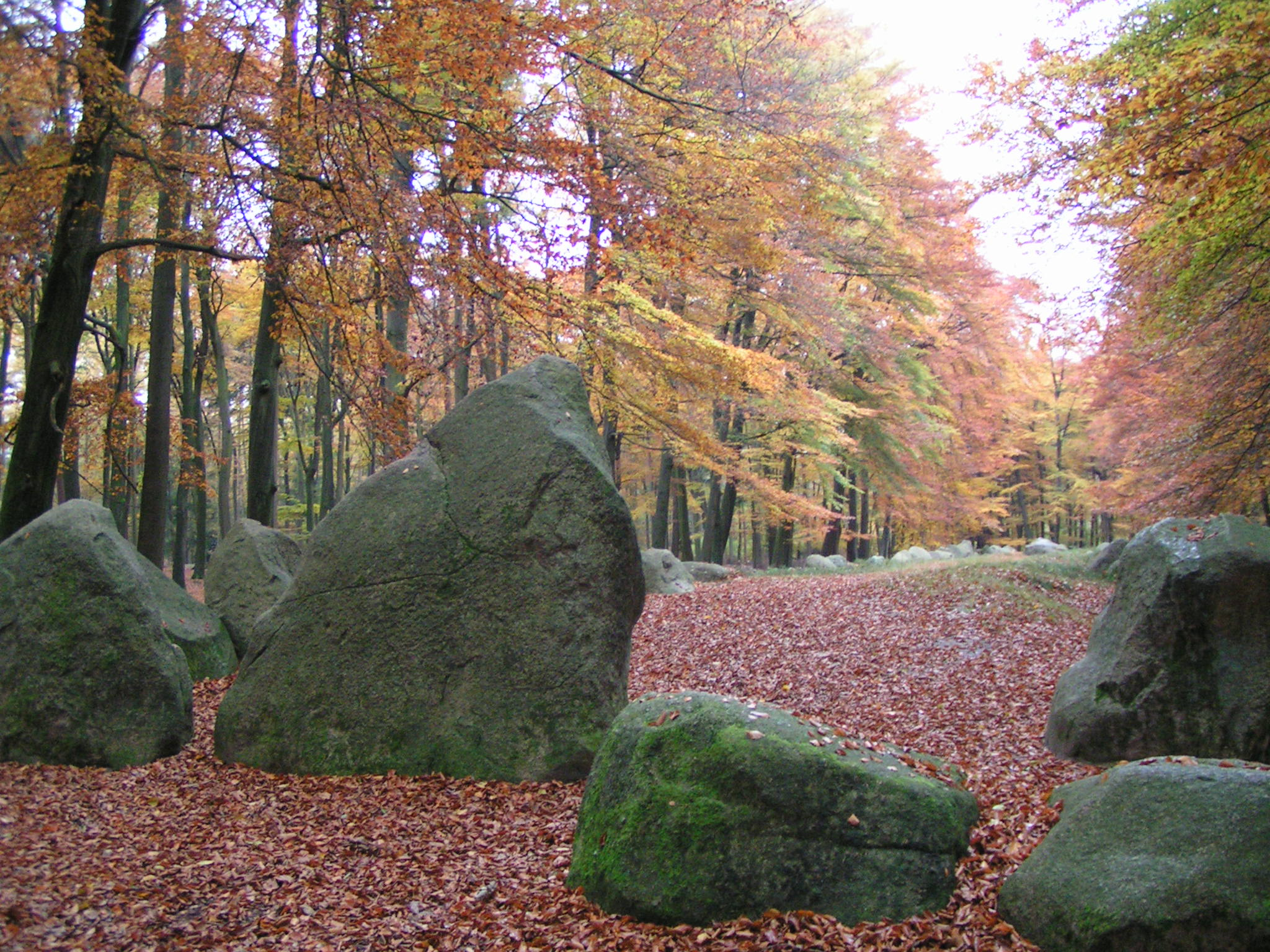
Großsteingrab Visbeker Bräutigam bei Ahlhorn
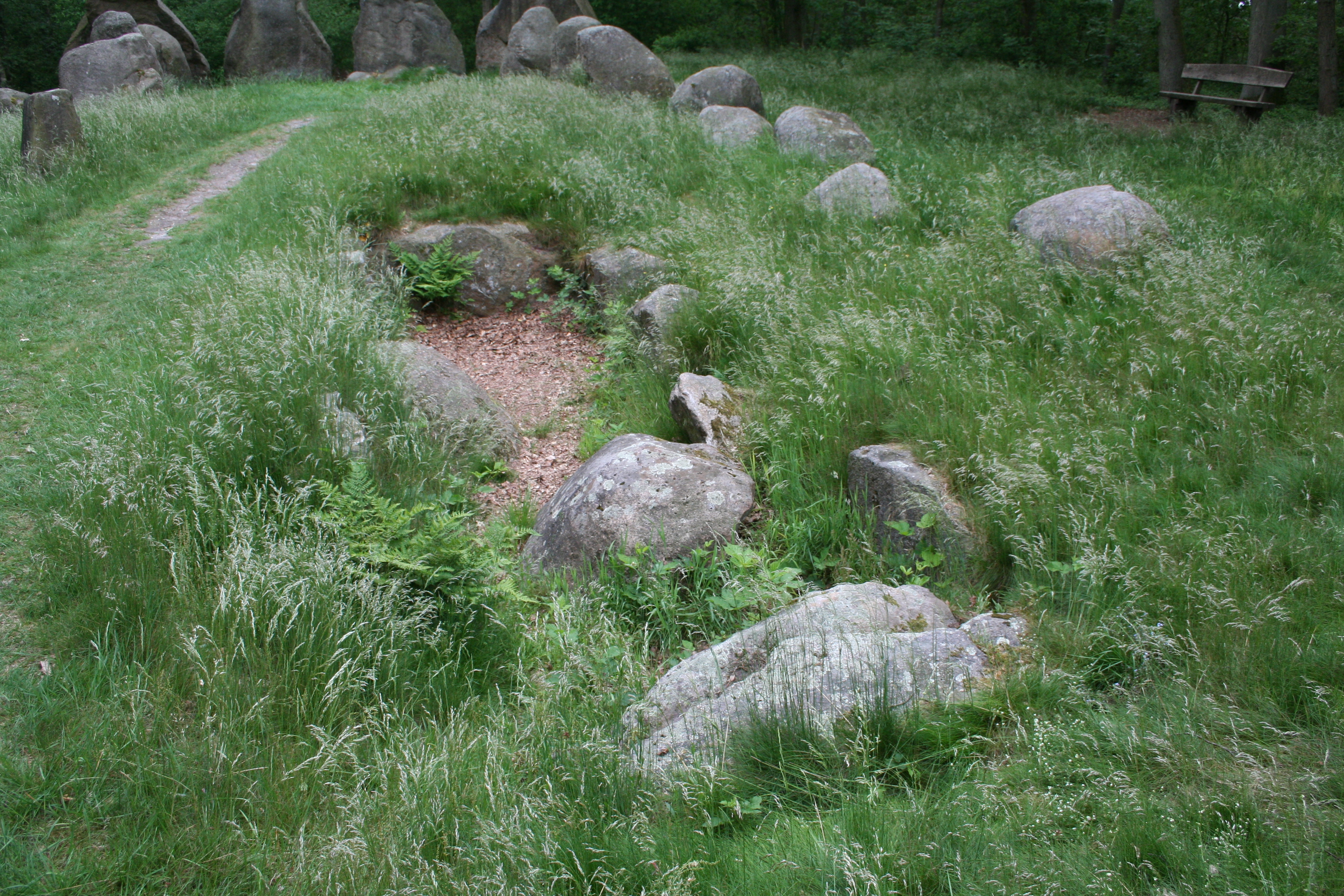
Großsteingrab Visbeker Braut bei Aumühle
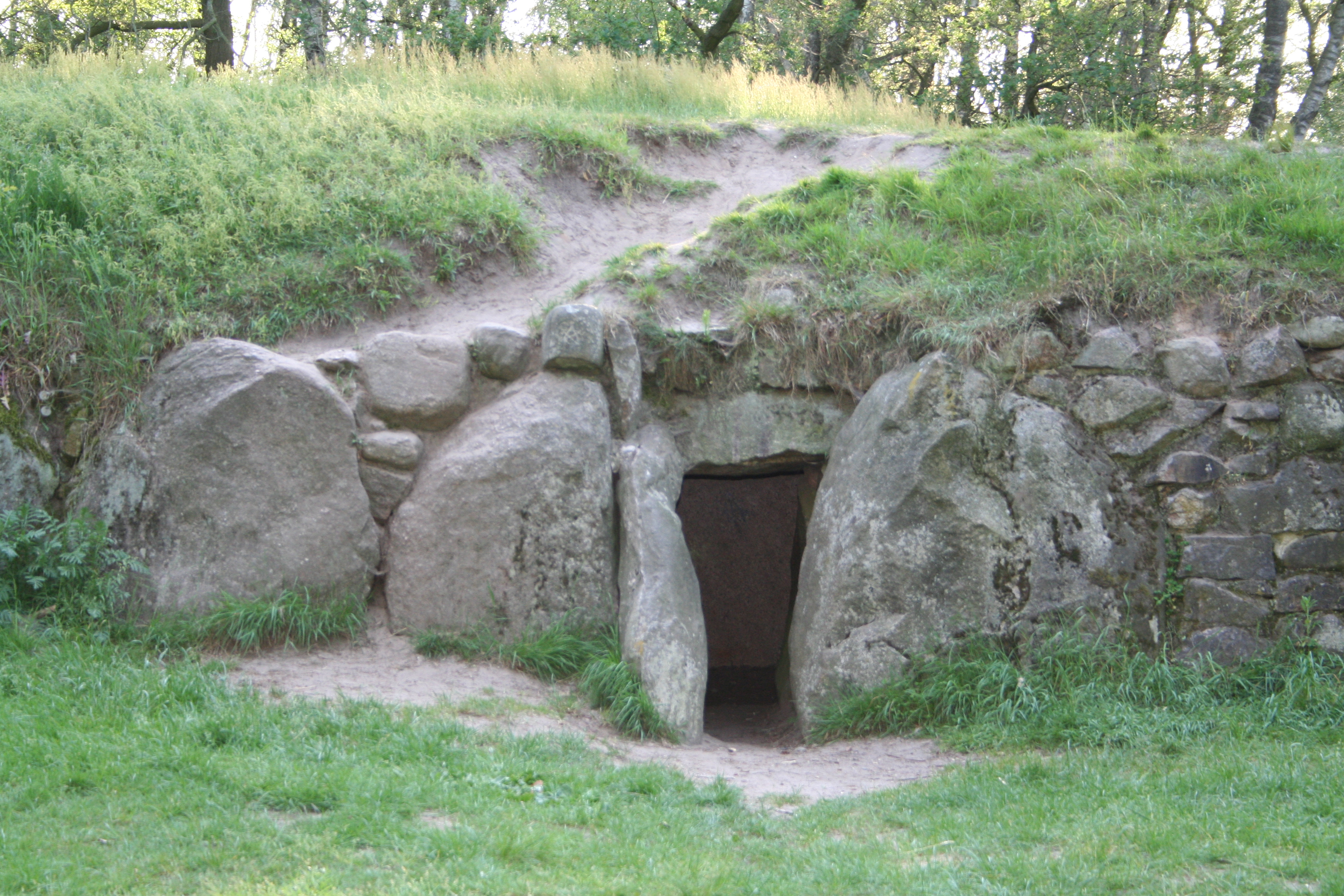
Großsteingrab Kleinenkneten 1

Im frühen Mittelalter wurden die beiden Wallburgen Arkeburg (Gemeinde Goldenstedt) und Hünenburg (Stadt Twistringen) errichtet. Von der Arkeburg ist heute noch der Ringwall erhalten. Die Hüneburg wurde teilrekonstruiert; nachgebaut wurden die Toranlage sowie ein Wirtschaftsgebäude der ehemaligen Burg.

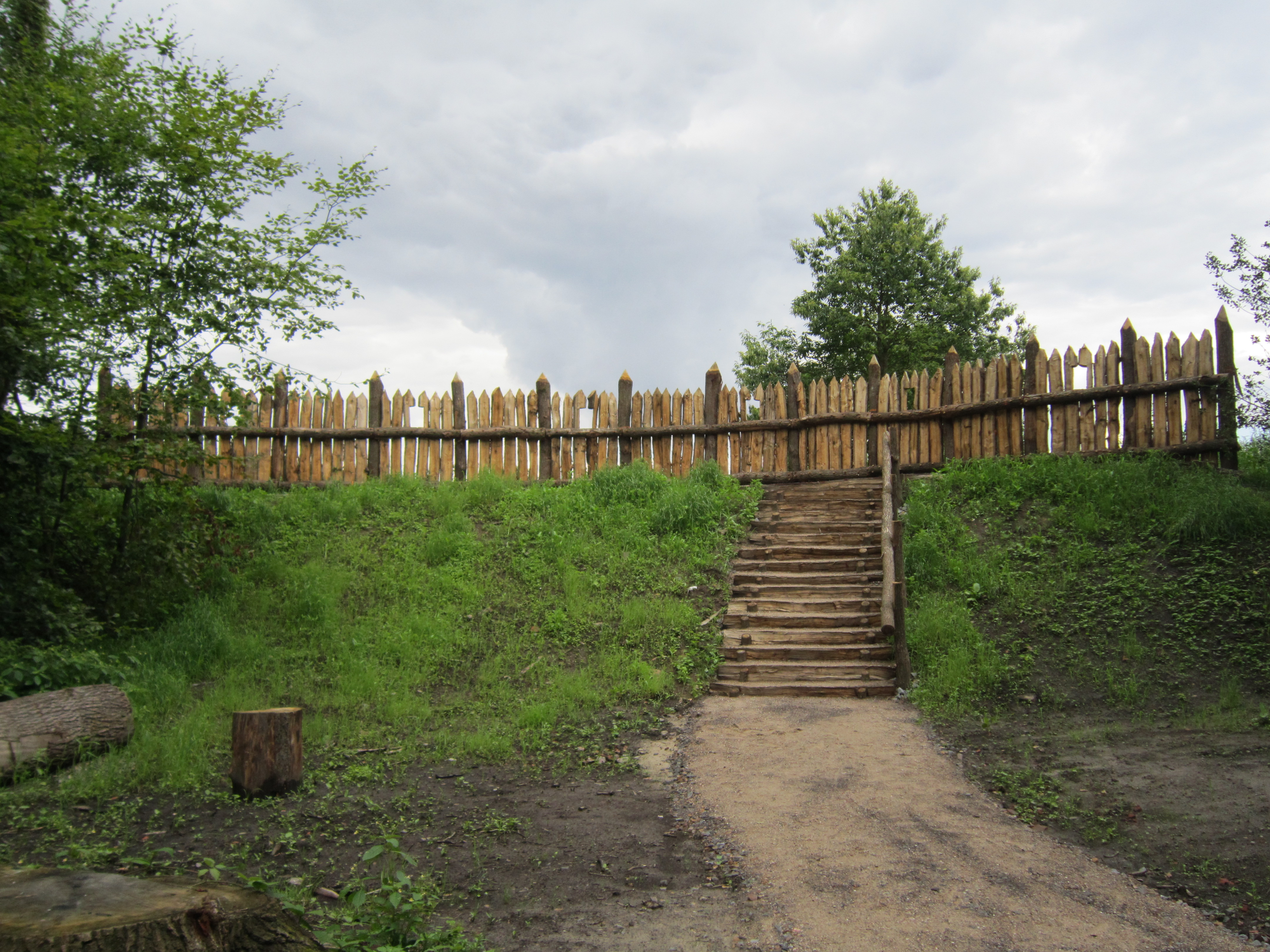
Arkeburg: Palisade auf dem äußeren Wallring (Ostseite)
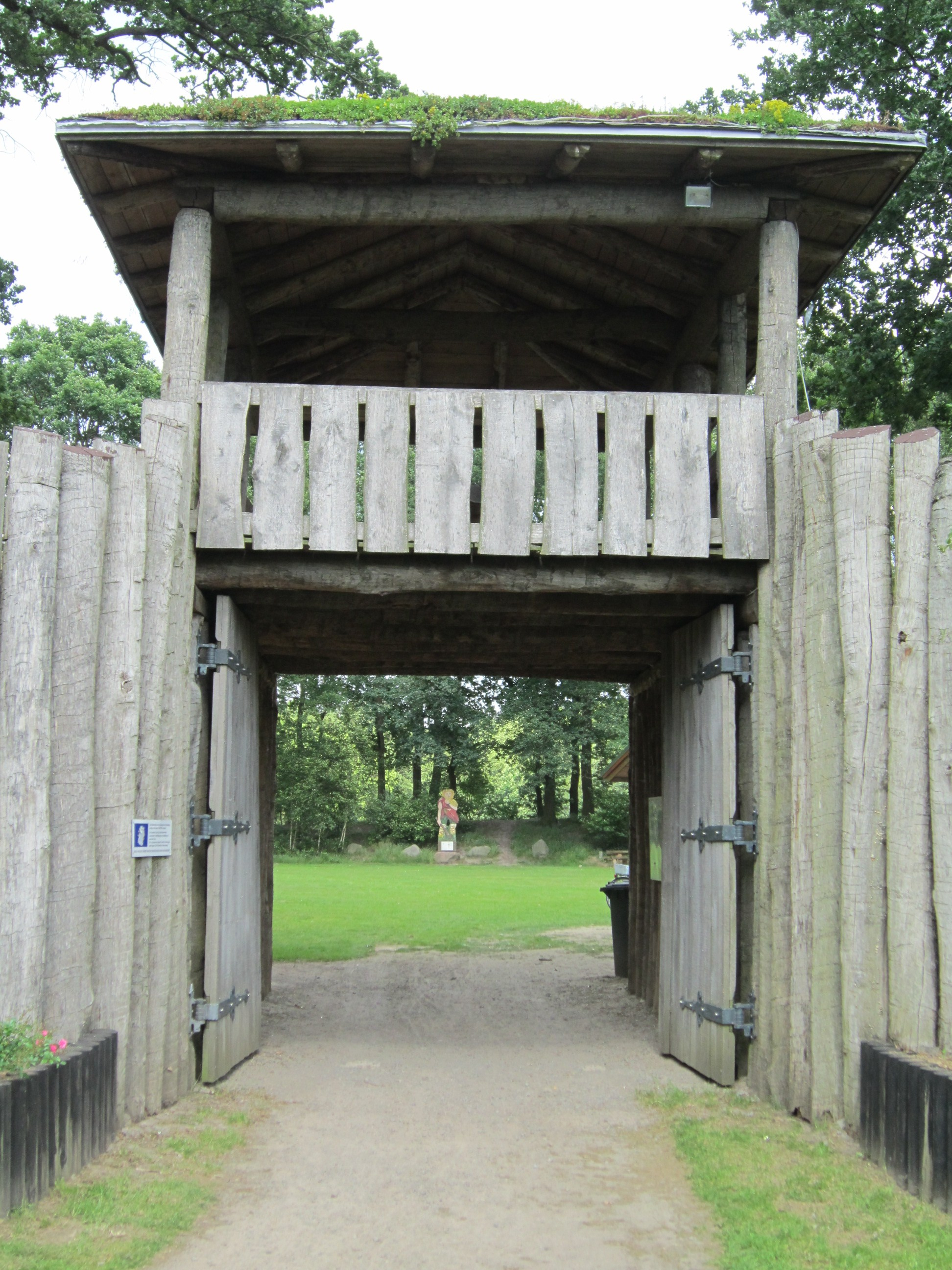
Eingangstor zur Hünenburg in Stöttinghausen

Zu den wichtigsten historischen Gebäuden aus Mittelalter und früher Neuzeit zählen die Stiftskirche in Bassum, die Klosterruine in Hude, das gotische Rathaus und die Alexanderkirche in Wildeshausen und der Amtshof in Syke. In Neubruchhausen gibt es außer der historischen Oberförsterei das kleine Scheunenviertel Neubruchhausen. Ein solches befindet sich auch am westlichen Ortsrand von Harpstedt. Auffällig ist die große Zahl erhaltener Schafkoben und funktionstüchtiger Wassermühlen in der Wildeshauser Geest.

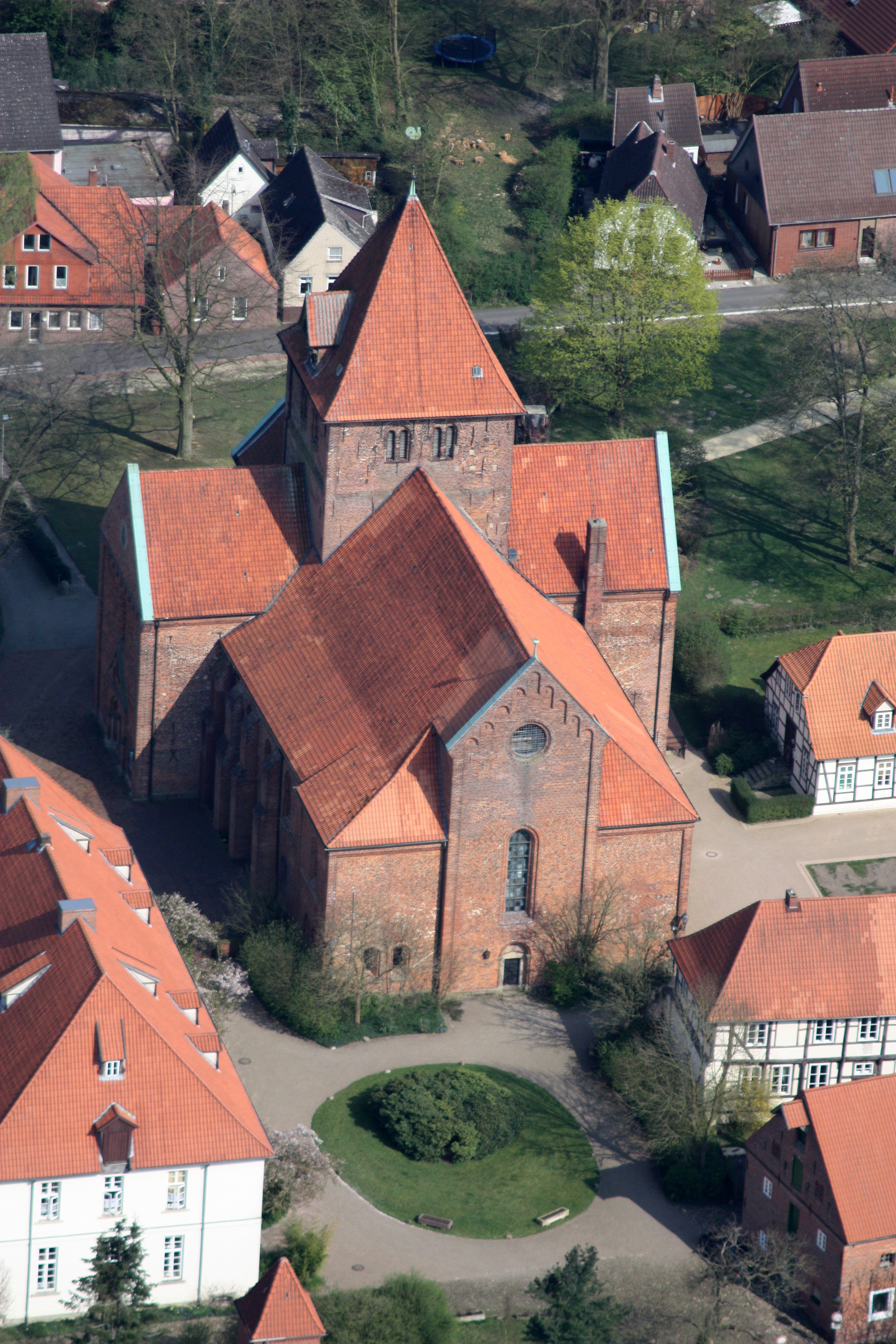
Stift Bassum
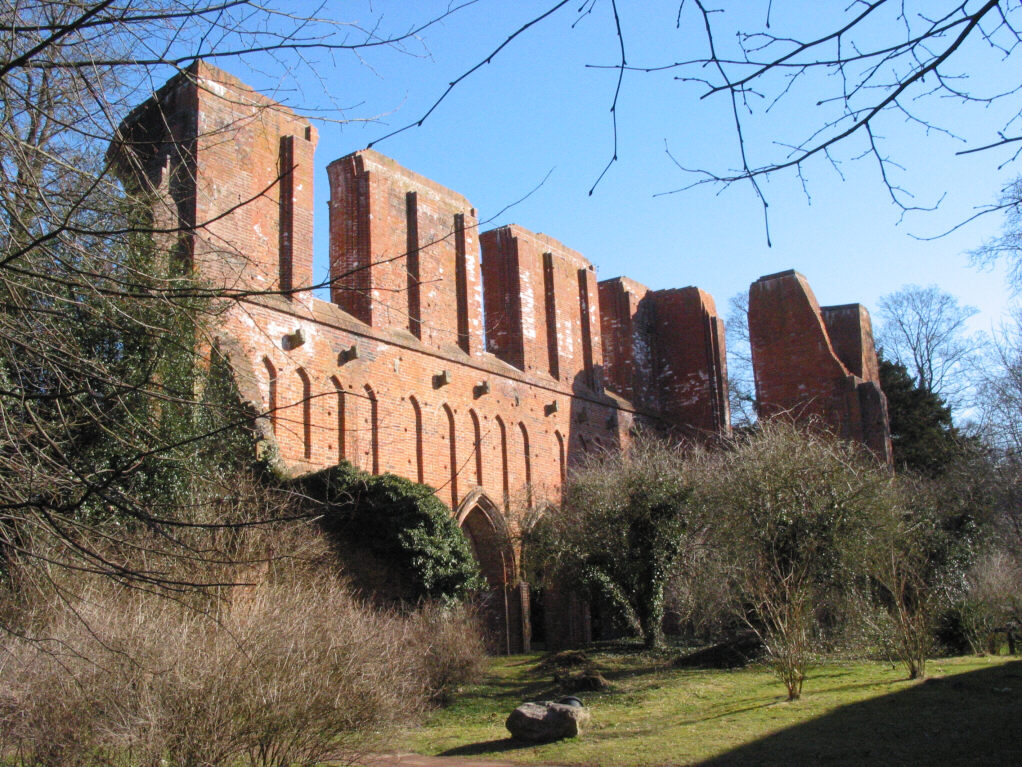
Klosterruine Hude
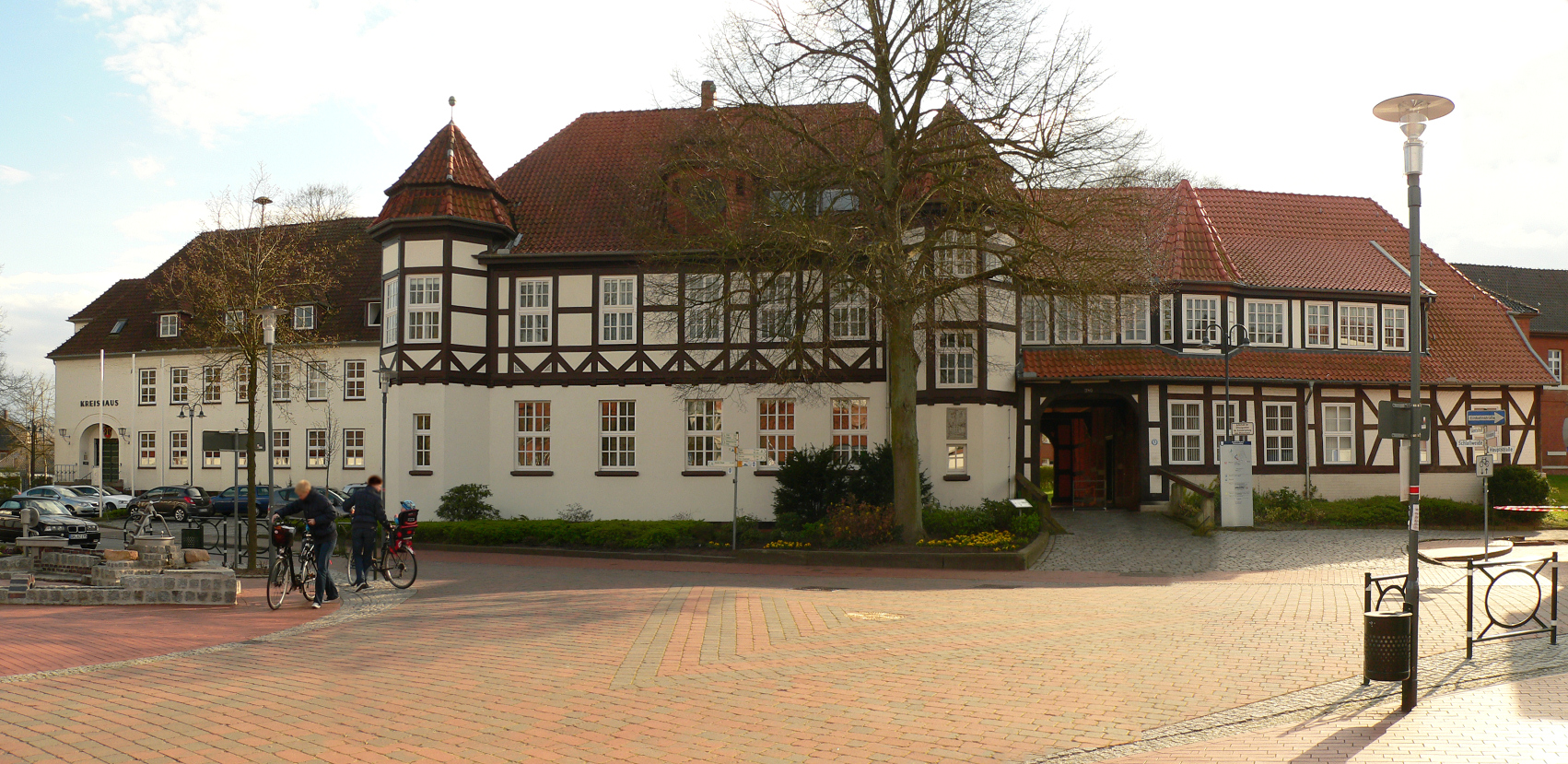
Amtshof Syke
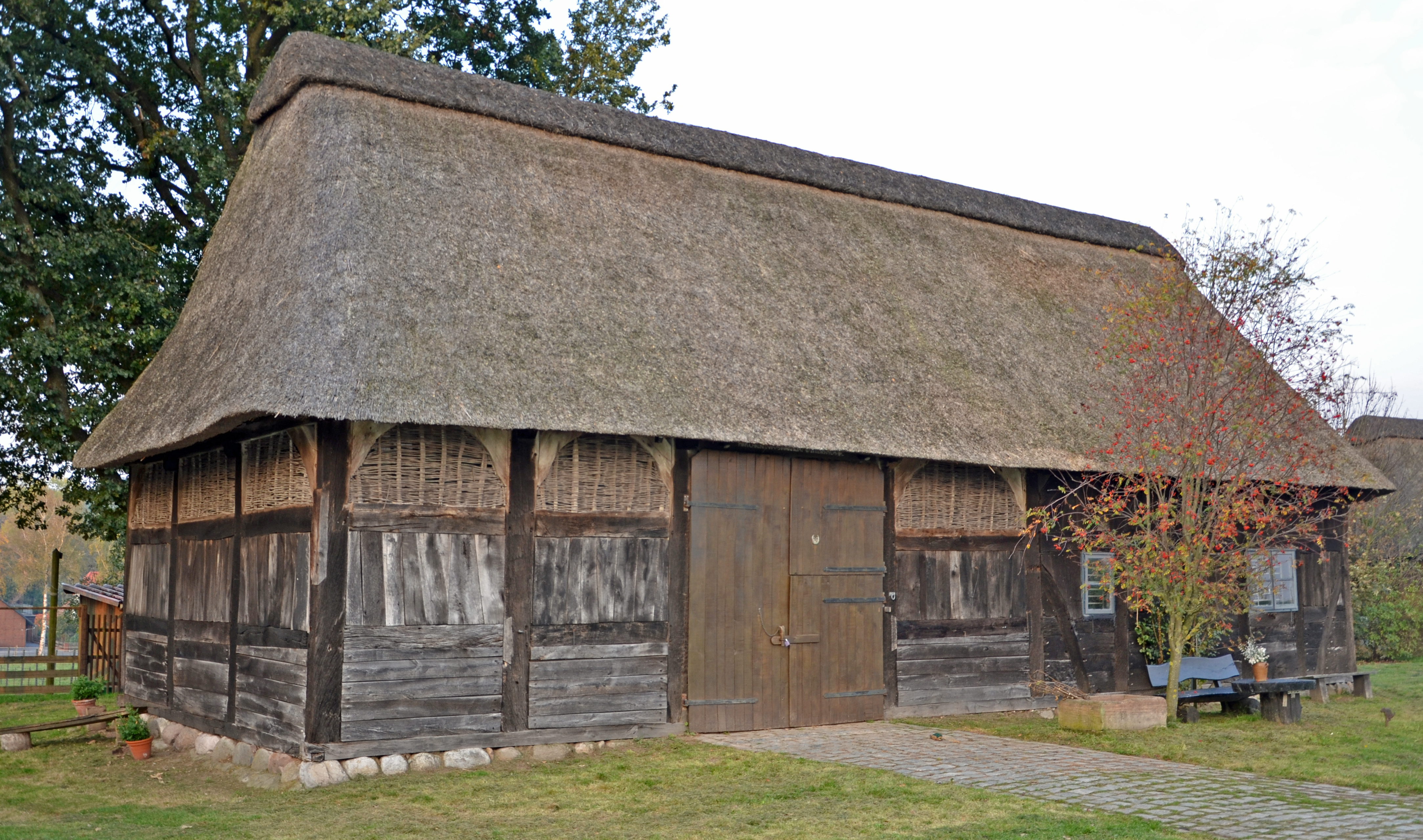
Scheune im Scheunenviertel Neubruchhausen
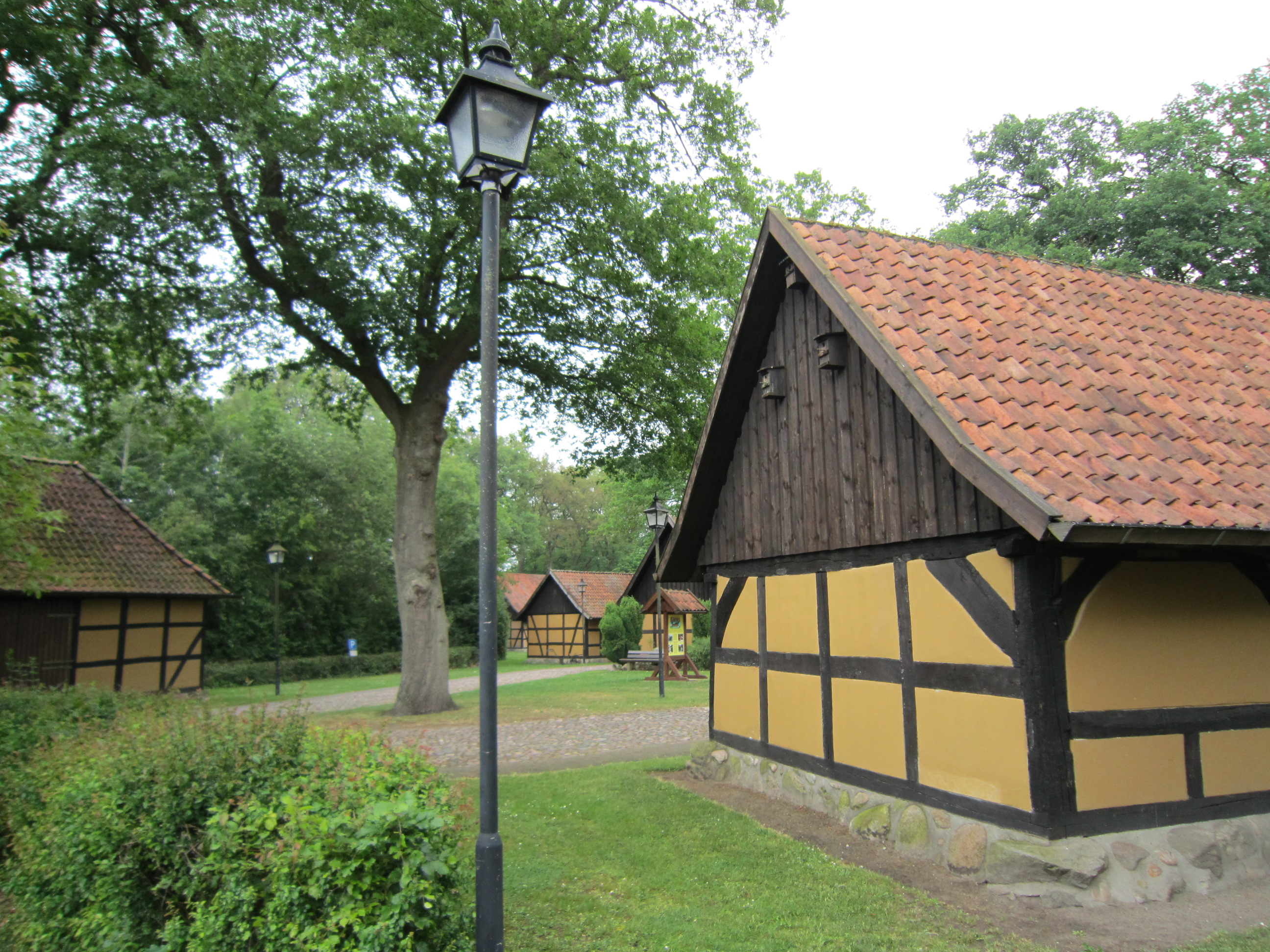
Scheunenviertel Harpstedt
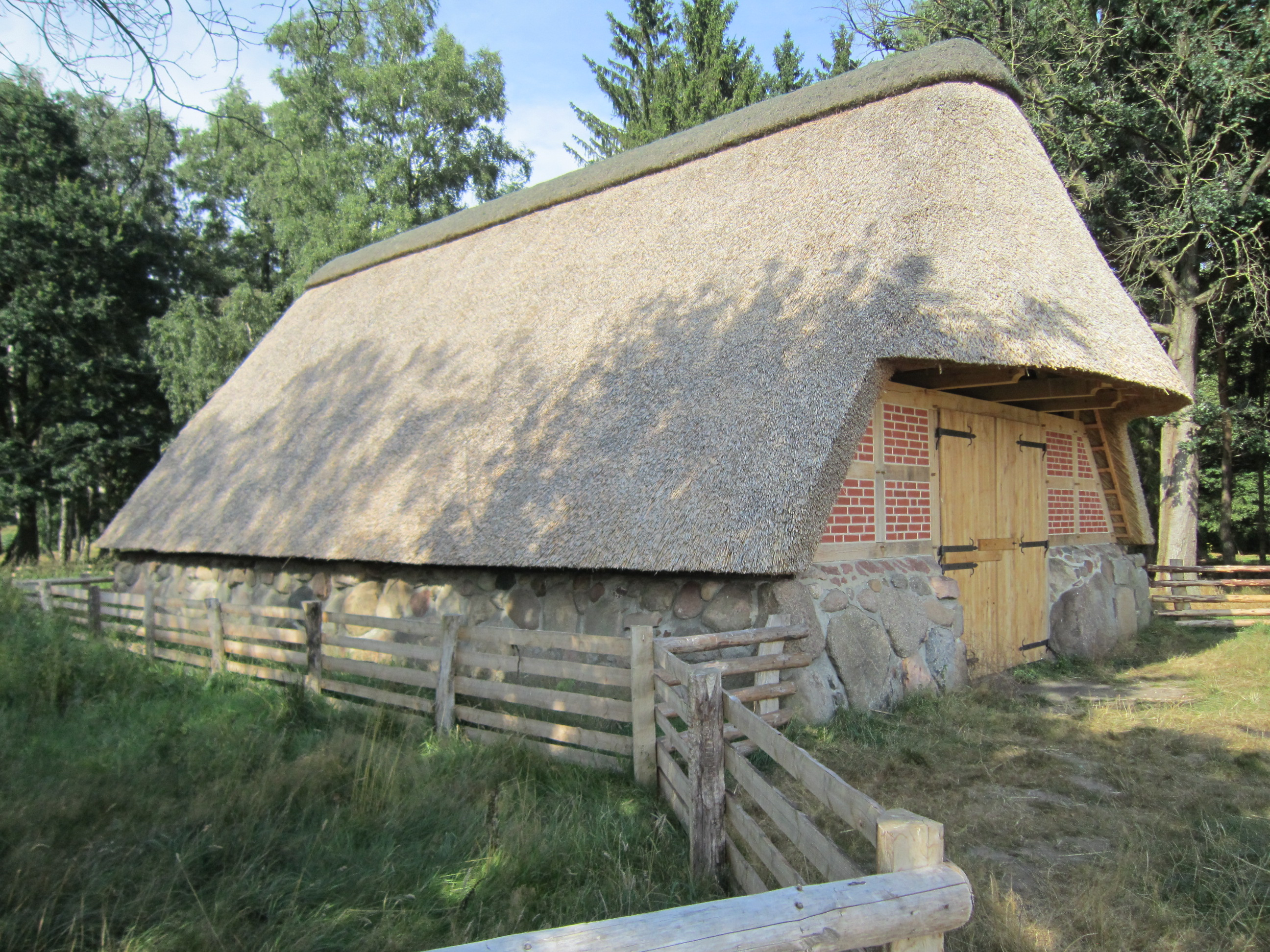
Schafkoben am Nordrand des Pestruper Gräberfelds
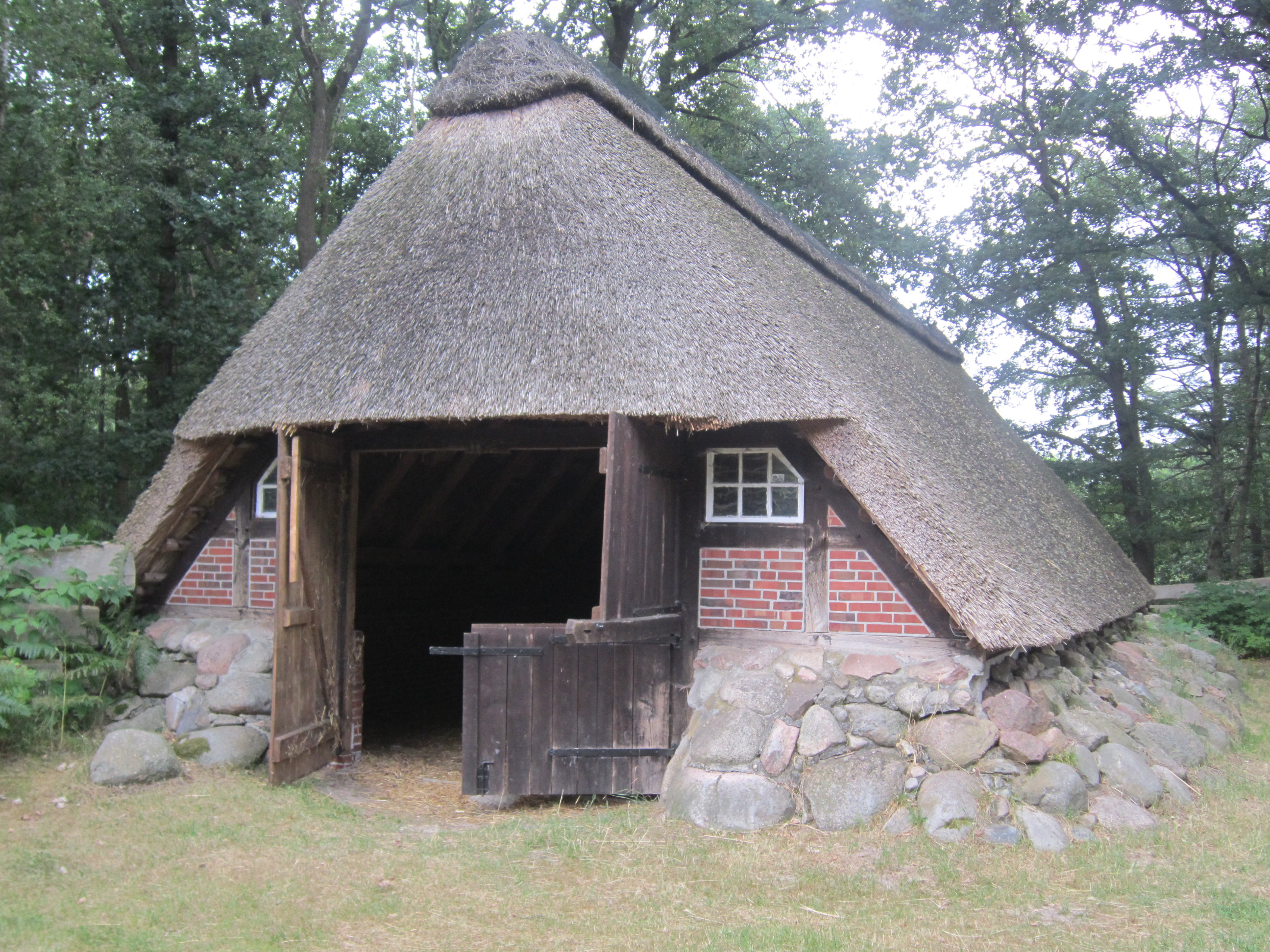
Schafstall Lethe Heide in Bissel
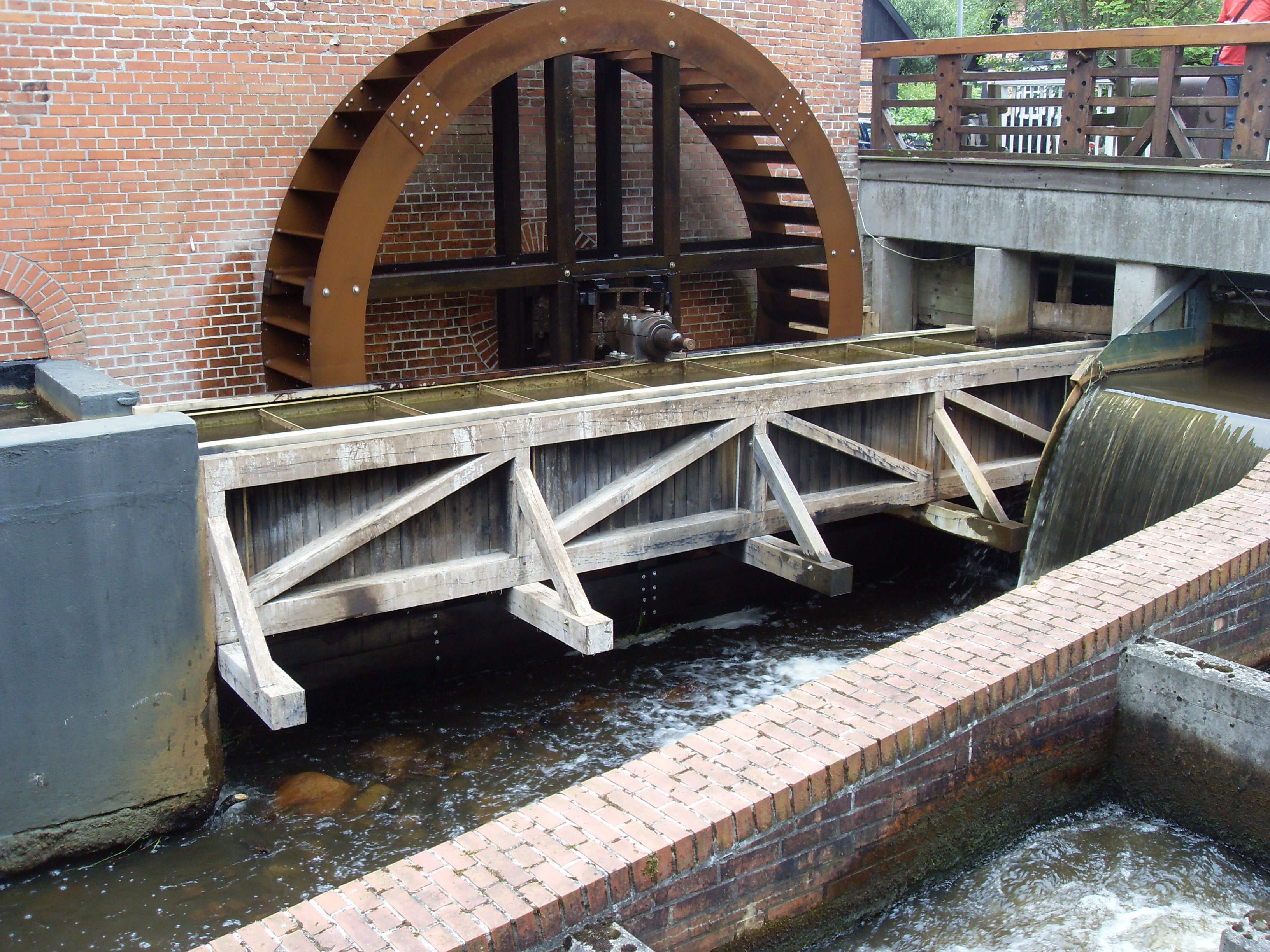
Fischtreppe an der Wassermühle Heiligenrode
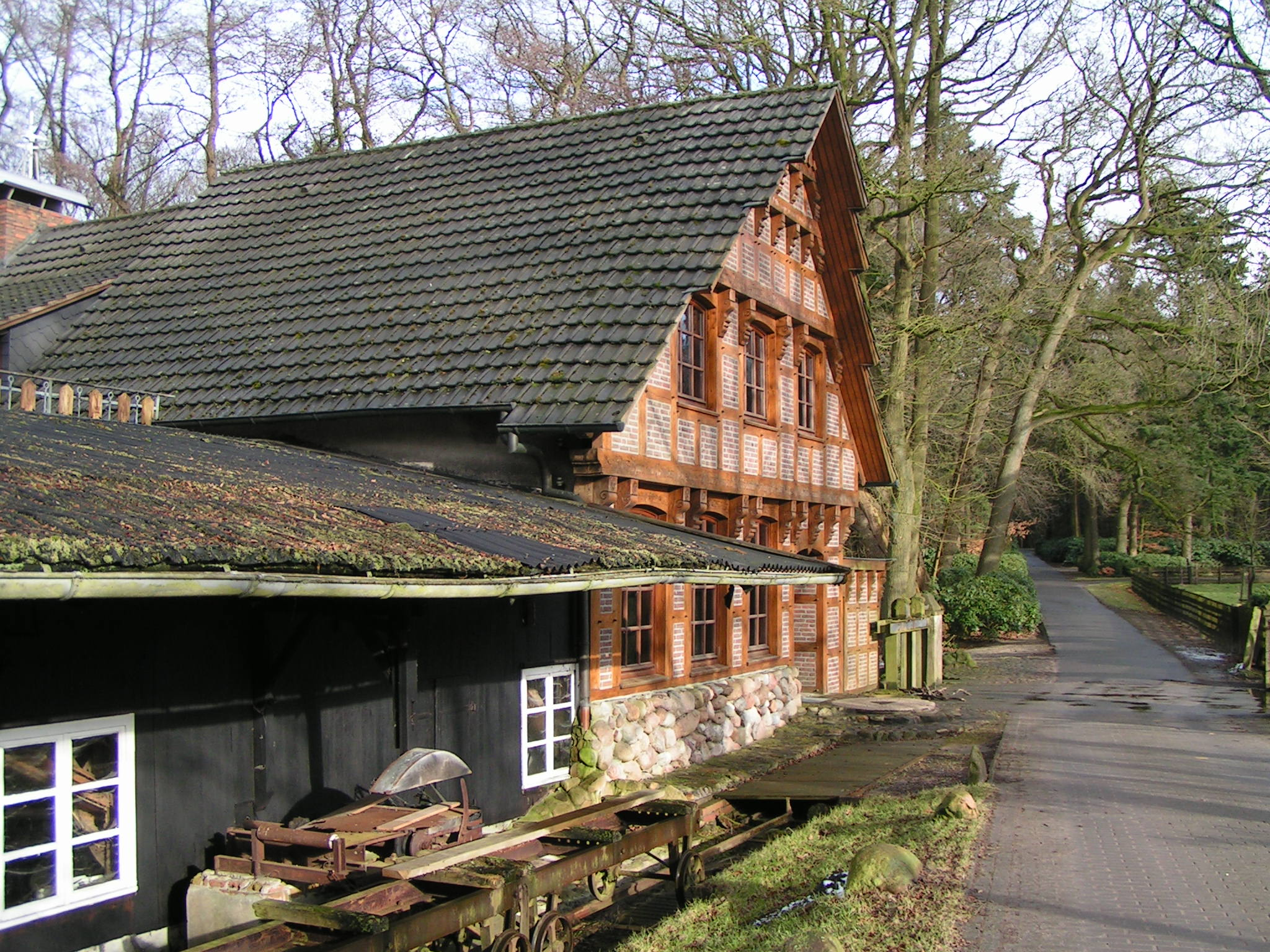
Wassermühle Kokenmühle in Endel
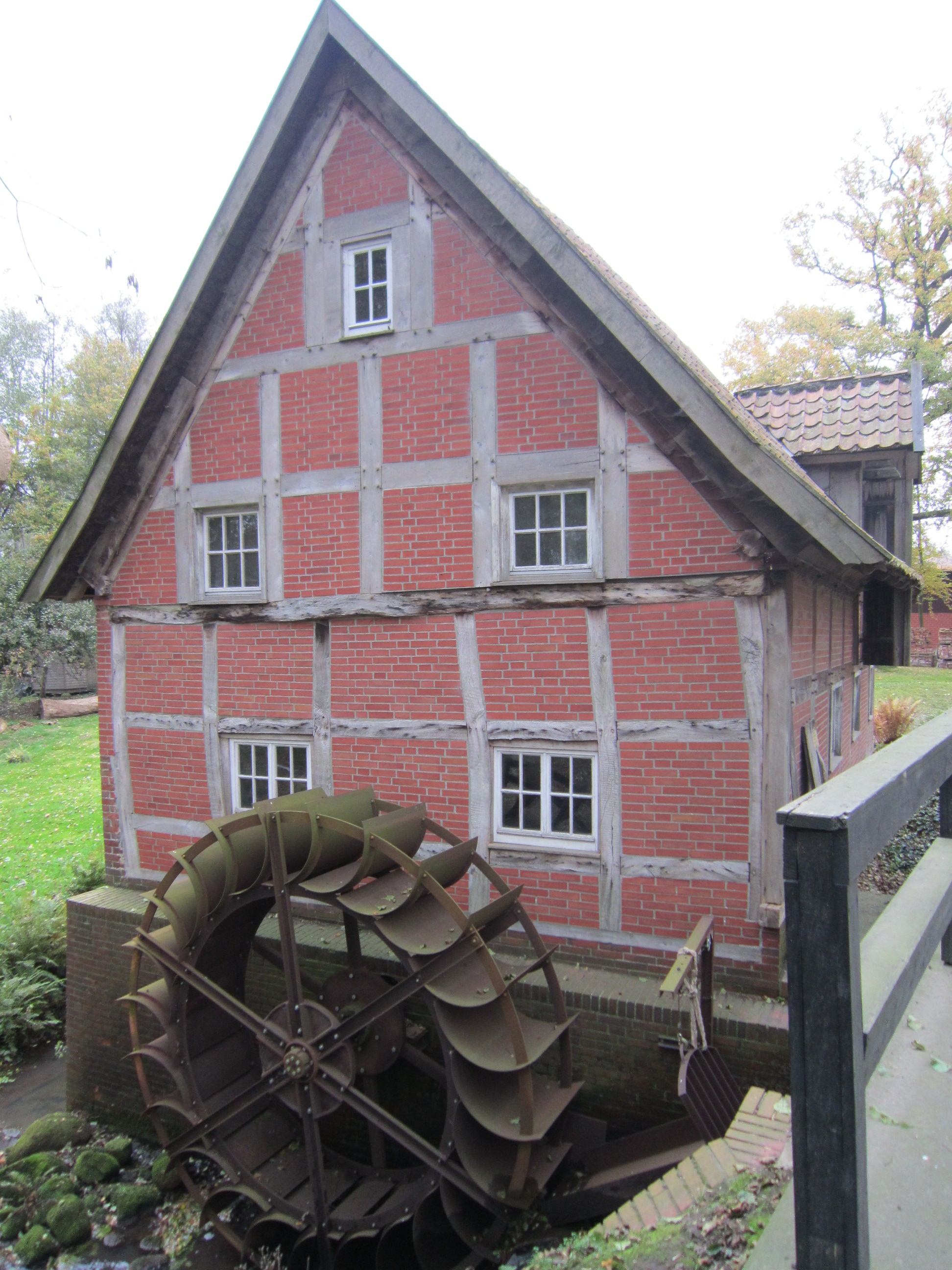
Heinefelder Wassermühle

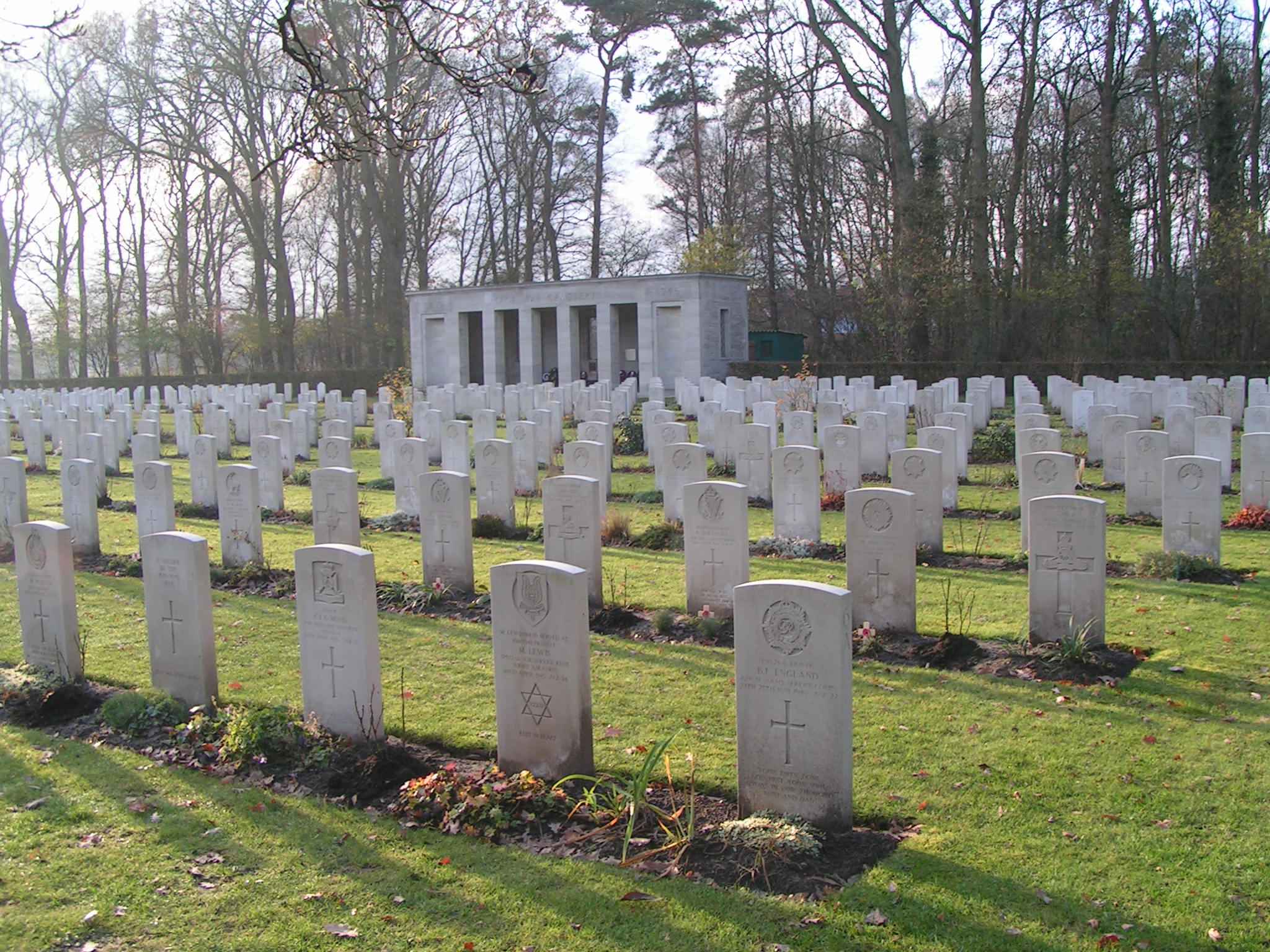
„Sage War Cemetery“. Britischer Soldatenfriedhof in Sage

Als Kulturdenkmäler sind auch die drei Museumseisenbahnen zu betrachten, die durch die Geest fahren: Die Schmalspurbahn von Bruchhausen-Vilsen nach Asendorf war die erste Museumsbahn in Deutschland (1966, Deutscher Eisenbahn-Verein) und hat sehr viele jährliche Betriebstage. Durch den Bahnhof Bruchhausen fährt auch die normalspurige Museumsbahn „Kaffkieker“ (von Syke nach Hoya). Die ebenfalls normalspurige Museumsbahn von Delmenhorst nach Harpstedt wird Jan Harpstedt genannt. „Zünftig“ sind auch Fahrten durch das Goldenstedter Moor mit der Moorbahn bzw. der Bimmelbahn „Jan Spieker“.
Im Naturpark Wildeshauser Geest liegt auch der Friedhof „Sage War Cemetery“, auf dem Soldaten aus Ländern des Commonwealth of Nations beigesetzt sind, die am Ende des Zweiten Weltkriegs bei der Besetzung Deutschlands und seiner Befreiung von der Herrschaft des Nationalsozialismus ihr Leben ließen.

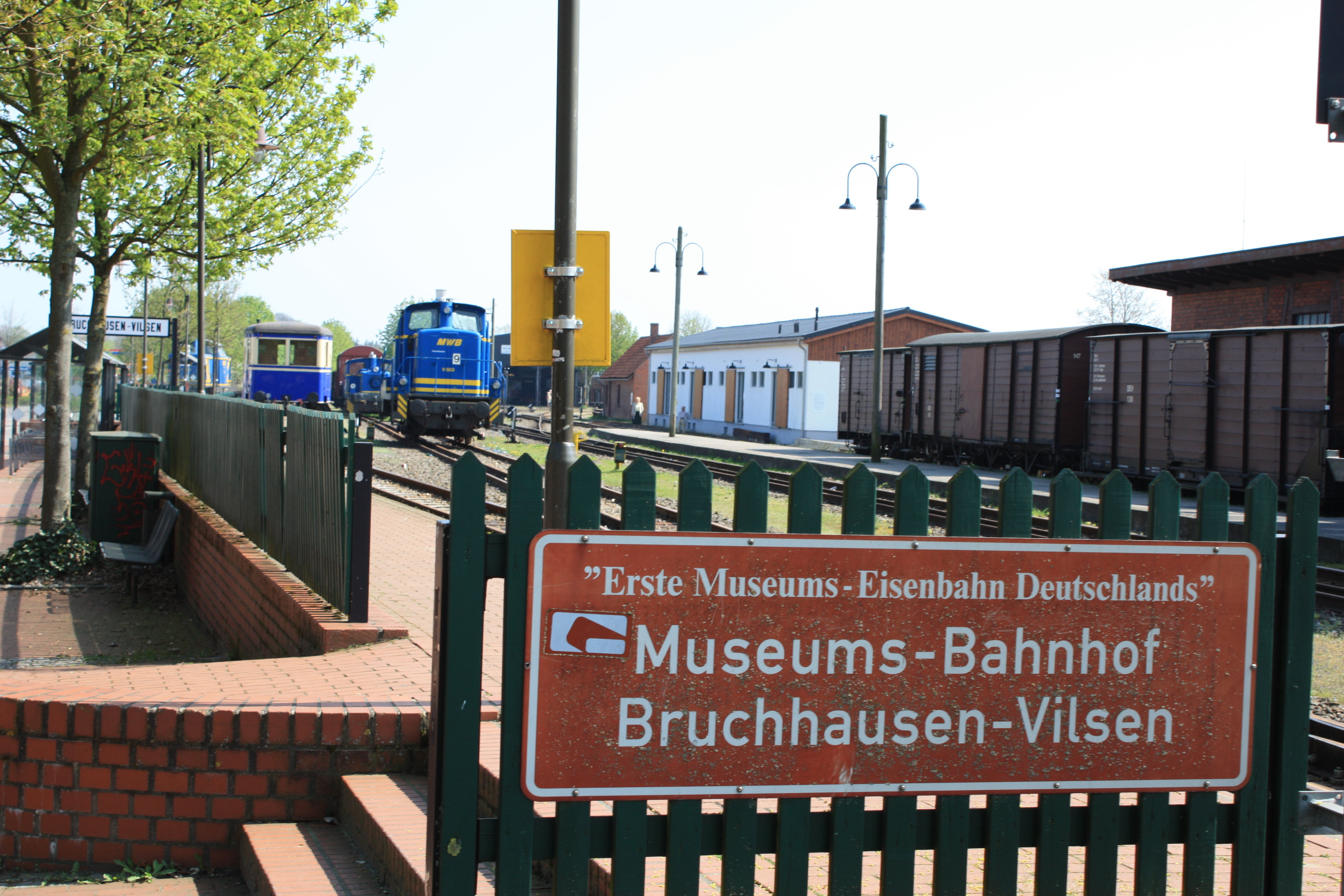
Bahnhof Bruchhausen
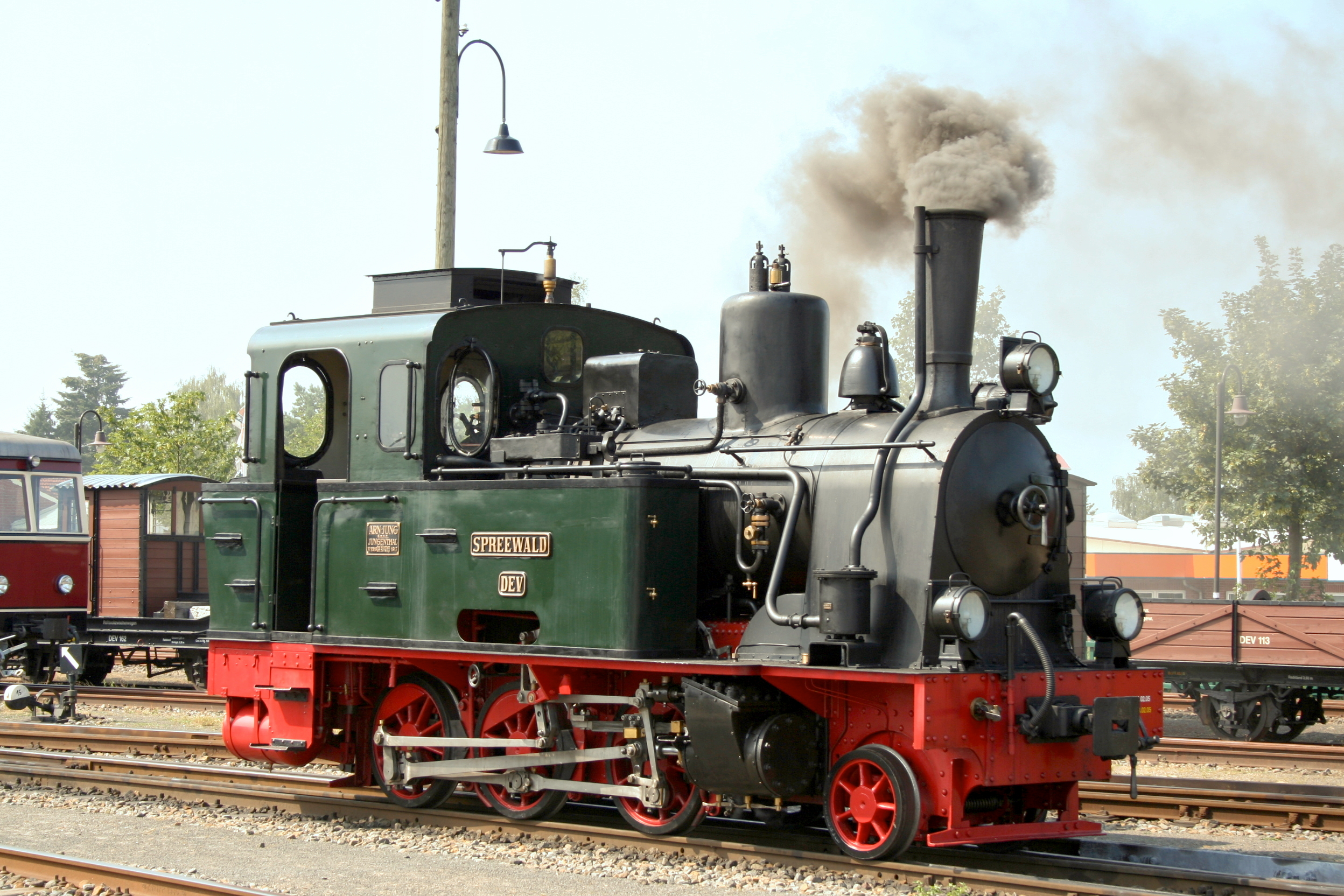
Dampflok „Spreewald“ im Bahnhof Bruchhausen
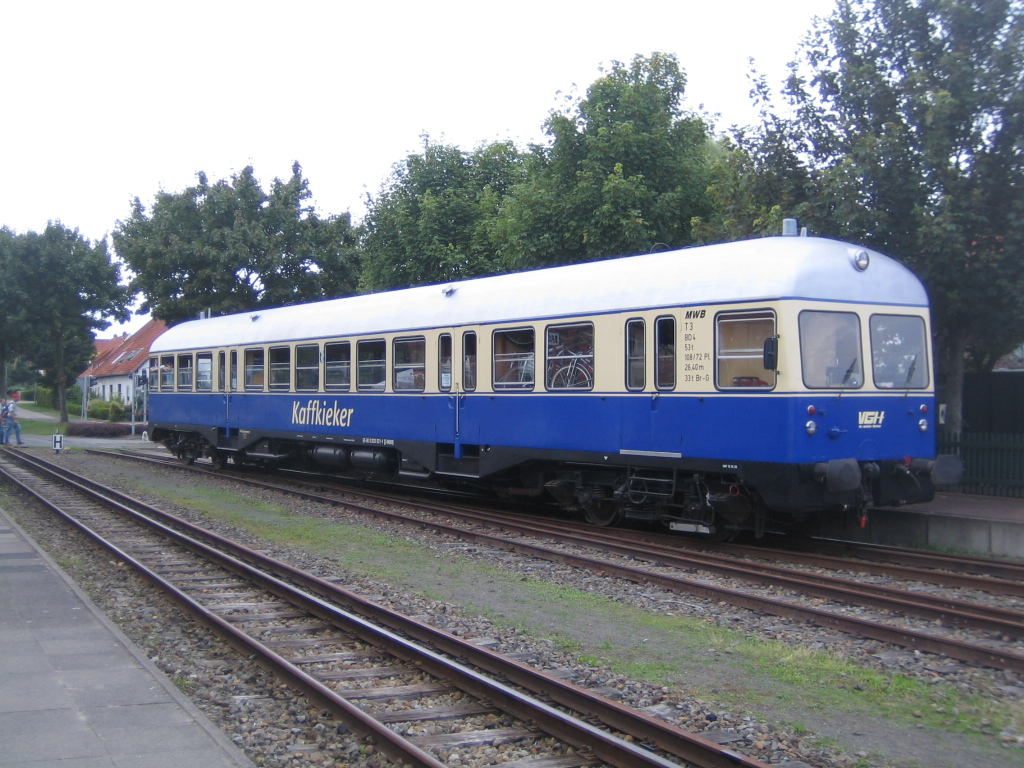
Kaffkieker (rechts), Dreischienengleis (links)
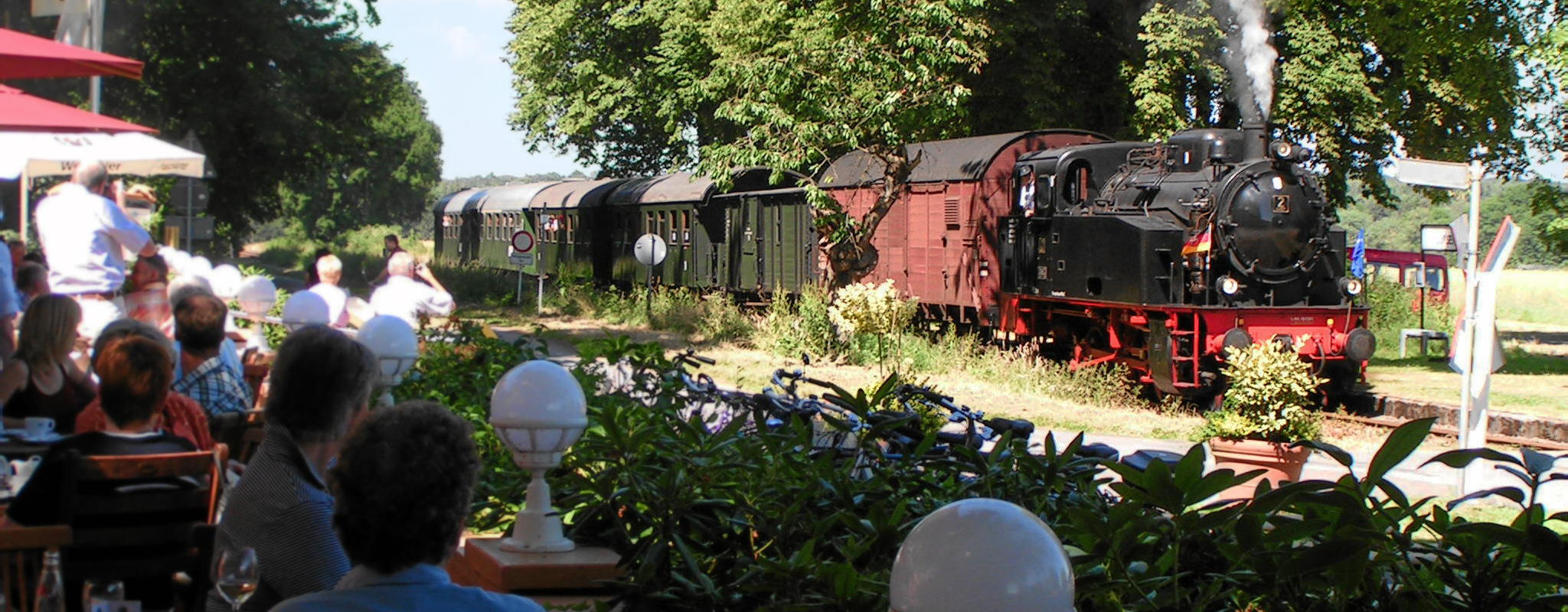
Museumseisenbahn Jan Harpstedt in Dünsen

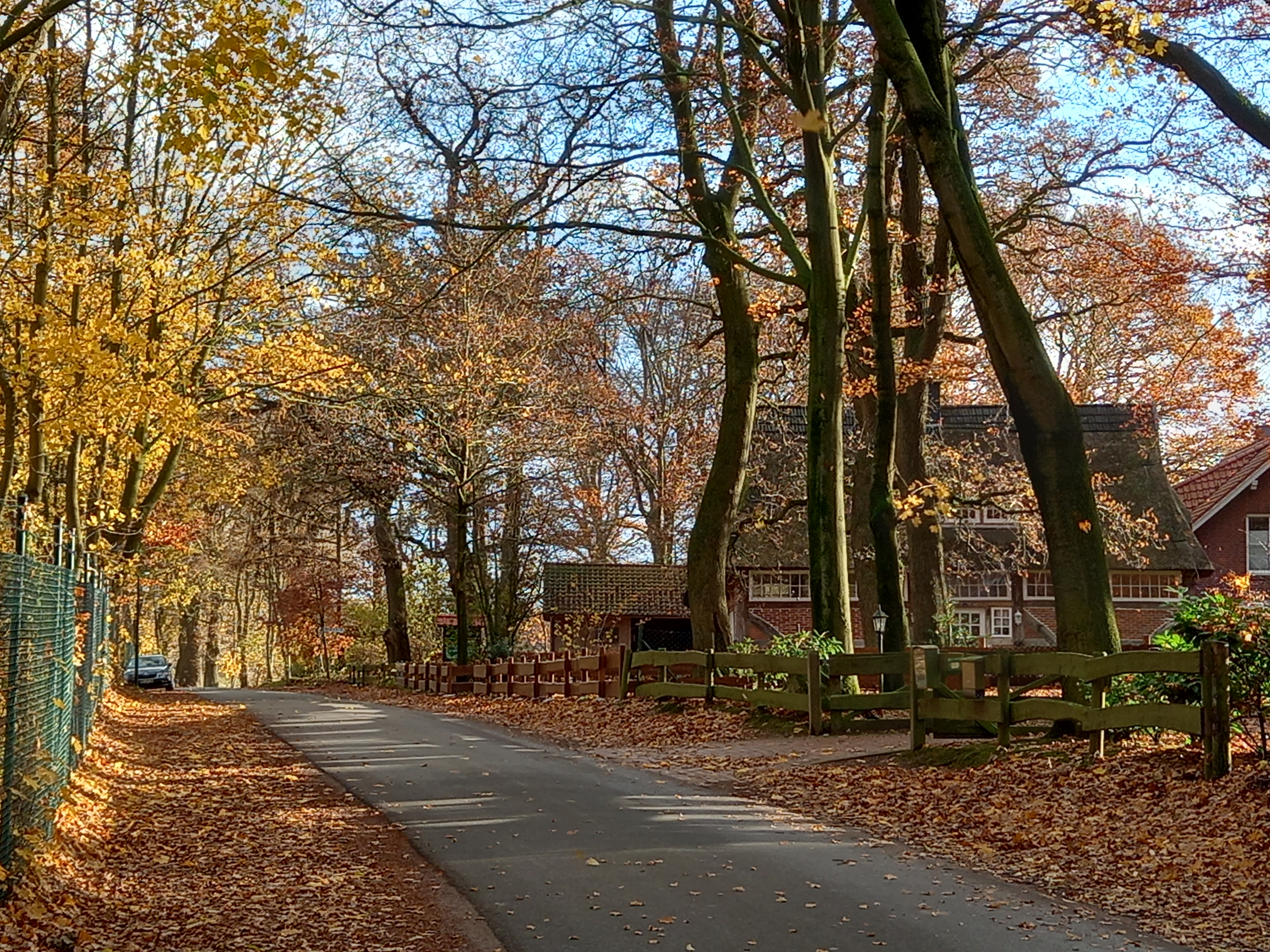
Ortskern von Bargloy

## Tourismus

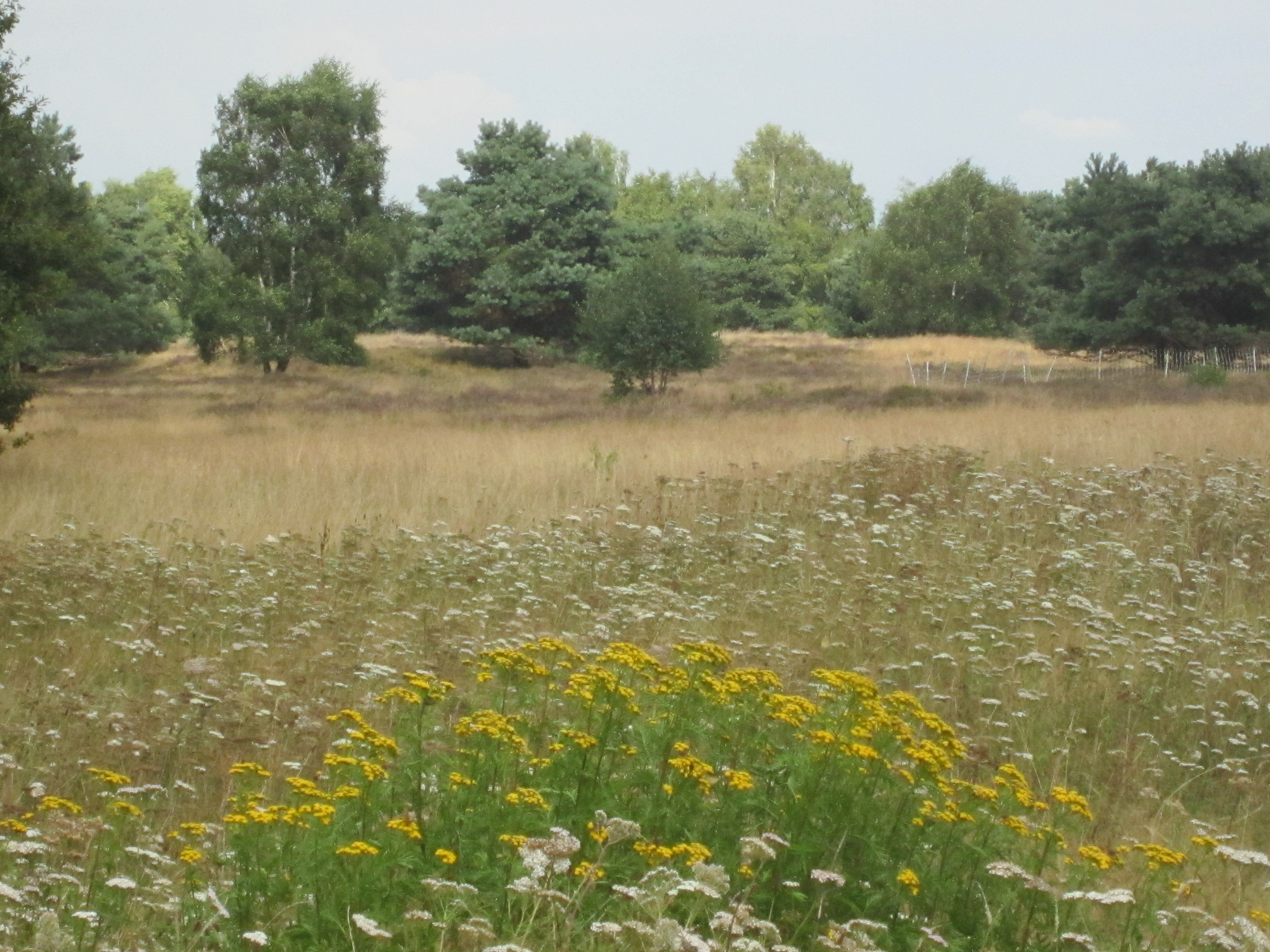
Naturschutzgebiet Sager Meere, Kleiner Sand und Heumoor

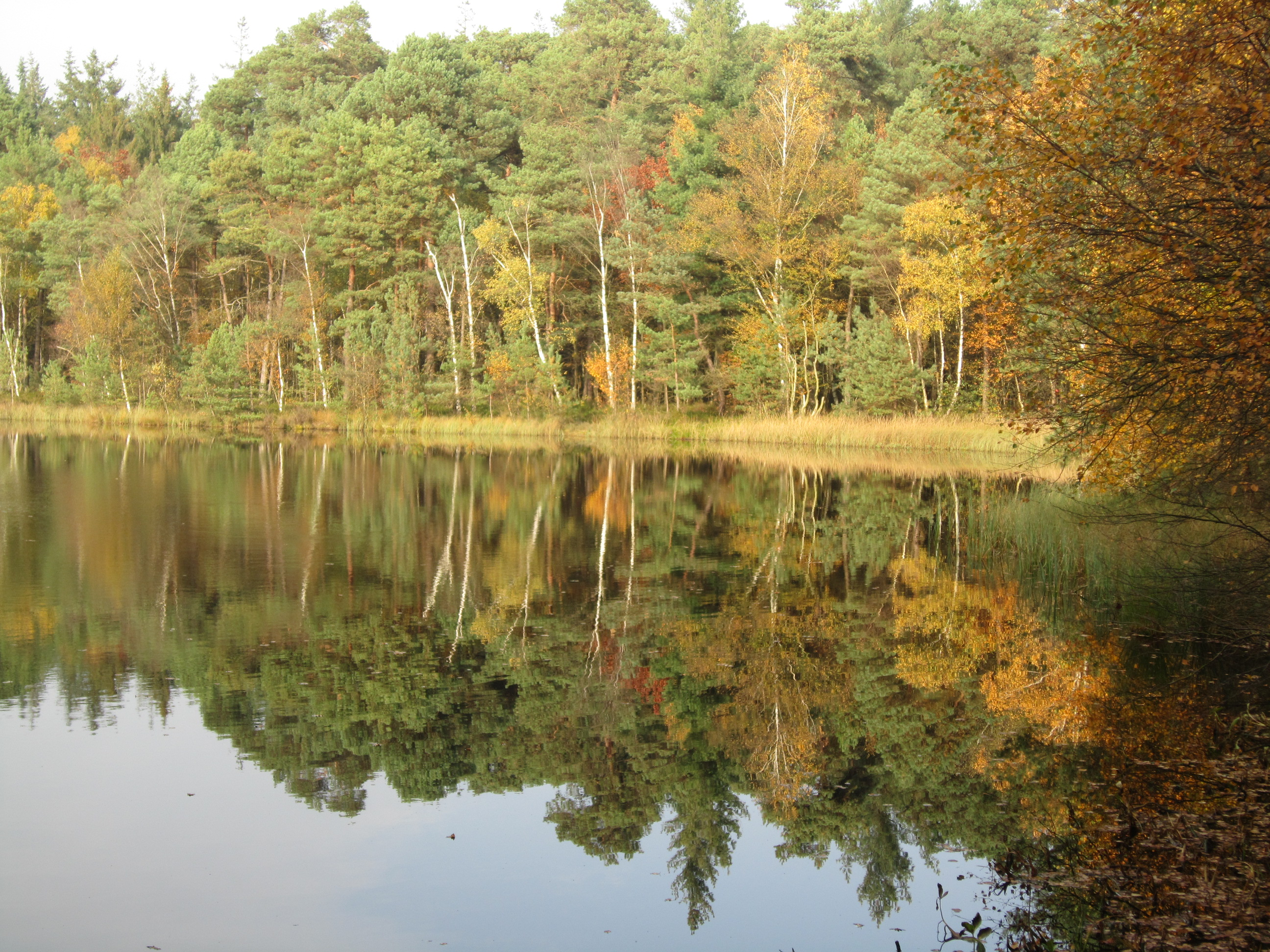
Dianasee am Oberlauf der Lethe

Träger des Naturparks und Dachverband für den Tourismus ist der Zweckverband Naturpark Wildeshauser Geest mit Sitz in Wildeshausen, dem außer den Landkreisen Diepholz, Oldenburg und Vechta auch Städte und Gemeinden angehören. Der Verband ist eine öffentlich-rechtliche Institution. In der touristischen Verbandsarbeit ist der Zweckverband für die Außendarstellung und Vermarktung zuständig. Er betreibt die Internetseite des Naturparks, gibt Broschüren heraus, schaltet Anzeigen und präsentiert sich auf Messen. Als Träger des Naturparks versucht der Zweckverband weiterhin Tourismus- und Naturschutzbelange in Einklang zu bringen und wird bei größeren Eingriffen in die Landschaft befragt, um einen Interessenausgleich zwischen den Naturschutzvertretern und den touristischen Akteuren herzustellen.
Die ganze Wildeshauser Geest ist ein beliebtes Radwandergebiet, die mittlere Hunte ein Paddelrevier. Alle Städte der Gegend außer Sulingen haben einen Bahnhof mit Personenverkehr.
Im Mai 2009 wurde die Straße der Megalithkultur eröffnet. Sie verbindet viele Megalithanlagen der Wildeshauser Geest miteinander und mit den Anlagen im Emsland und im Landkreis Osnabrück. Seit 2008 führt ein neuer Abschnitt der Niedersächsischen Mühlenstraße durch die Wildeshauser Geest, der in Harpstedt beginnt und den Naturpark hinter Goldenstedt verlässt.